# دونالد ترمب والفاشية

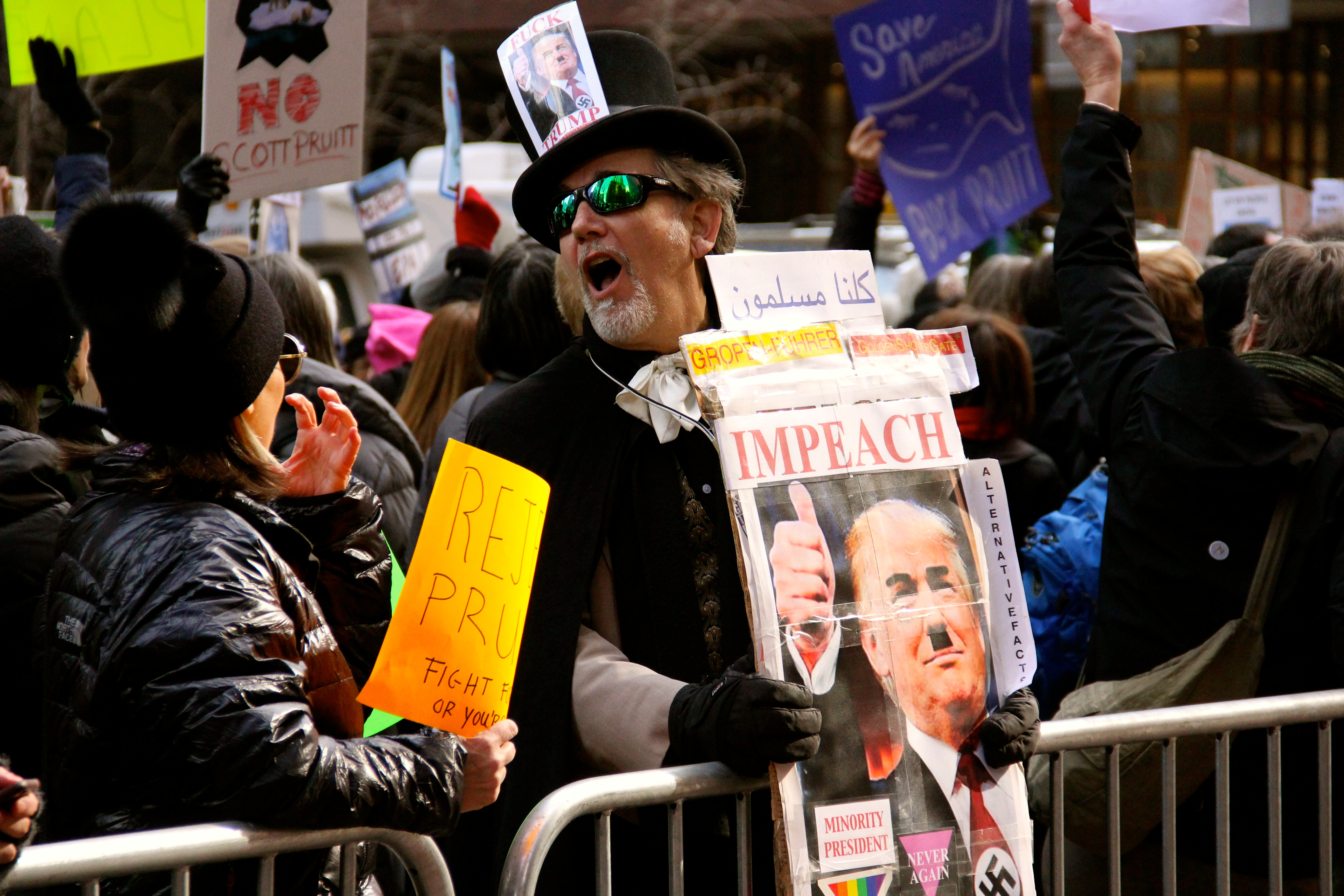
رجل في تجمع عام 2017 يحمل لافتة تشبه ترمب بأدولف هتلر

نشأ جدل أكاديمي وسياسي كبير حول ما إذا كان يمكن اعتبار دونالد ترمب، الرئيس الخامس والأربعين للولايات المتحدة والرئيس المنتخب الحالي الذي ينتظر تنصيبه كرئيس سابع وأربعين، فاشيًا، خاصة خلال حملته الرئاسية لعام 2024. أجرى منتقدو ترمب مقارنات بينه وبين القادة الفاشيين بسبب الإجراءات والخطابات السلطوية. شبه العديد من حلفاء ترمب السابقين أو الحاليين به قادة فاشيين كلاسيكيين مثل أدولف هتلر وموسوليني. بينما جادل آخرون بأن ترمب ليس فاشيًا بل هو شعبوي، أو اتهموا المنتقدين باستخدام المصطلح كإهانة بدلًا من إجراء مقارنات مشروعة.

## خلفية

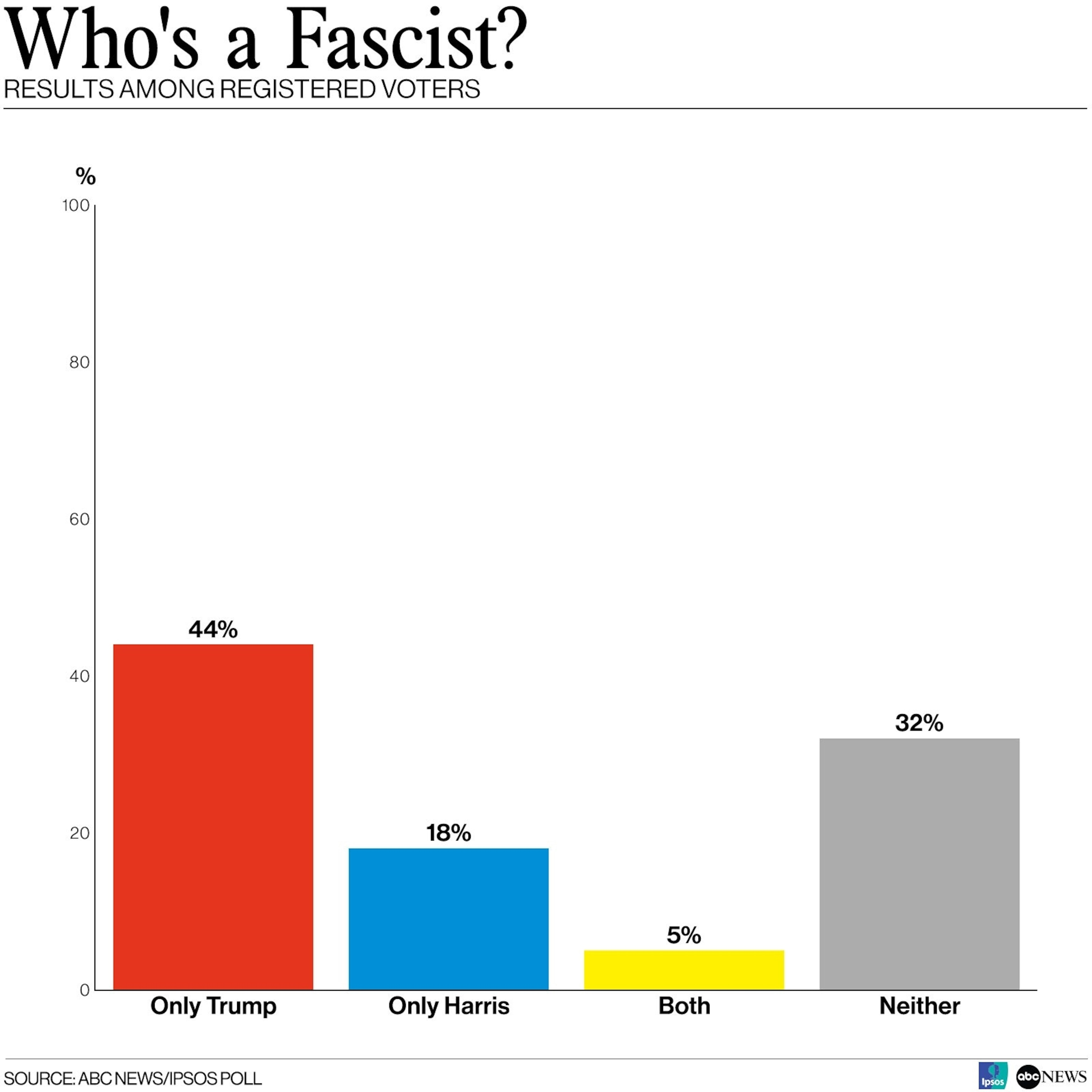
أشار استطلاع أجرته إيه بي سي نيوز وإبسوس في أكتوبر 2024 إلى أن 49% من الناخبين المسجلين من بين المرشحين في الانتخابات الرئاسية الأمريكية لعام 2024 اعتبروا أن ترمب فاشي.

دونالد ترمب رجل أعمال وسياسي أمريكي شغل منصب الرئيس الخامس والأربعين للولايات المتحدة من عام 2017 إلى عام 2021. خسر في الانتخابات الرئاسية الأمريكية لعام 2020 أمام جو بايدن، وهزم كامالا هاريس في الانتخابات الرئاسية الأمريكية لعام 2024.
الفاشية مصطلح أيديولوجي يشير إلى مجموعة واسعة من التطلعات والتأثيرات التي ظهرت في أوائل القرن العشرين، والتي تجسدت في الديكتاتوريين الأوروبيين بينيتو موسوليني وأدولف هتلر وفرانسيسكو فرانكو؛ وتشمل عناصر القومية، وإنفاذ التسلسل الهرمي الاجتماعي، والكراهية تجاه الأقليات الاجتماعية، ومعارضة الليبرالية، وعبادة الشخصية، والعنصرية، وحب الرموز العسكرية. ووفقًا للكاتب الاشتراكي والمناهض للفاشيةجورج أورويل، غالبًا ما أصبح مصطلح الفاشي بلا معنى في اللغة العامية بسبب استخدامه المتكرر كإهانة.
منذ انتخاب ترمب لمنصبه في عام 2016، قارن العديد من الأكاديميين سياسات ترمب بالفاشية. وأشار العديد منهم إلى وجود تناقضات بين الفاشية التاريخية وسياسات ترمب. كما جادل الكثيرون بأن "عناصر فاشية" عملت داخل حركة ترمب وحولها. بعد هجوم 6 يناير، شعرت بعض الأصوات داخل المجتمع الأكاديمي بأن الأمور قد تغيرت وأن سياسات ترمب وصلاته بالفاشية تستحق مزيدًا من التدقيق.
ووفقًا لاستطلاع أجرته إيه بي سي نيوز وإبسوس في أكتوبر 2024، اعتبر 49% من الناخبين الأمريكيين المسجلين أن ترمب فاشي، وعرّف الاستطلاع الفاشي بأنه "متطرف سياسي يسعى للعمل كديكتاتور، ويتجاهل الحقوق الفردية ويهدد أو يستخدم القوة ضد معارضيه"، بينما اعتبر 23% أن كامالا هاريس فاشية. وأفاد استطلاع آخر أجرته مؤسسة يوجوف في العام نفسه بأن حوالي 20% من الأمريكيين يعتقدون أن ترمب يرى هتلر سيئًا تمامًا؛ ومن بين المشاركين الجمهوريين، اعتقد أربعة من كل عشرة أن ترمب تبنى هذا الموقف. وأشار الاستطلاع نفسه إلى أن ما يقرب من نصف ناخبي ترمب سيواصلون دعم مرشح سياسي حتى لو صرح بأن هتلر فعل بعض الأشياء الجيدة، وهو موقف اتخذه ربع المشاركين في الاستطلاع.

## المقارنات

### المشاعر المناهضة للديمقراطية والليبرالية
خلال حملته لعام 2016، ألمح ترمب إلى أنه لن يقبل نتائج الانتخابات الرئاسية الأمريكية لعام 2016 إذا لم يفز، وادعى استباقيًا أنه لا يمكنه أن يخسر إلا بسبب التزوير الانتخابي . بعد هزيمته أمام جو بايدن في الانتخابات الرئاسية الأمريكية لعام 2020، حاول ترمب وجمهوريون آخرون قلب النتائج، وقدموا ادعاءات كاذبة واسعة النطاق بالتزوير. بسبب هذه الادعاءات الكاذبة، بالإضافة إلى هجوم 6 يناير على مبنى الكابيتول الذي يُزعم أن ترمب حرّضه، وصف معارضون سياسيون ترمب بأنه "تهديد للديمقراطية".
ذكر الصحفي باتريك كوكبورن أن سياسات ترمب تنطوي على خطر تحويل الولايات المتحدة إلى ديمقراطية غير ليبرالية مماثلة لتركيا أو المجر أو روسيا. وفقًا لمحامي الحقوق المدنية بيرت نيوبورن والمنظر السياسي ويليام إي. كونولي، يستخدم خطاب ترمب صورًا بلاغية مماثلة لتلك التي استخدمها الفاشيون في ألمانيا،  لإقناع المواطنين (في البداية أقلية) بالتخلي عن الديمقراطية، من خلال استخدام وابل من الأكاذيب وأنصاف الحقائق والشتائم الشخصية والتهديدات وكراهية الأجانب ومخاوف الأمن القومي والتعصب الديني والعنصرية البيضاء واستغلال انعدام الأمن الاقتصادي والبحث الدائم عن كبش فداء. سلطت بعض الأبحاث الضوء على صلات ترمب بالليبرالية الجديدة وجادلت بأن سياساته تمثل تكثيفًا لهذه السياسات كجزء من "زحف فاشي" على السياسة الأمريكية.
خلال حملته لعام 2024، أدلى ترمب بالعديد من التصريحات السلطوية والمناهضة للديمقراطية. أثارت تعليقات ترمب السابقة، مثل اقتراحه بأنه يستطيع "إنهاء" الدستور لعكس خسارته في الانتخابات،  وادعائه بأنه سيكون ديكتاتورًا في "اليوم الأول" من رئاسته فقط وليس بعد ذلك،  ووعده باستخدام وزارة العدل لملاحقة أعدائه السياسيين،  وخطته لاستخدام قانون الانتفاضة لعام 1807 لنشر الجيش في المدن والولايات ذات الأغلبية الديمقراطية،  مخاوف بشأن خطاب ترمب.

خلال فترة رئاسته، حاول ترمب وحلفاؤه تصنيف أنتيفا، وهي حركة معارضة، كمنظمة إرهابية. نفذ فاشيو الثلاثينيات أيضًا محاولات سابقة لتأطير معارضي الفاشية كإرهابيين.

صرح ترمب بأنه سينشر الجيش على الأراضي الأمريكية لمحاربة "العدو من الداخل"، الذي يصفه بأنه "مجانين اليسار المتطرف" وسياسيون ديمقراطيون مثل آدم شيف. تستند خطاباته السياسية منذ عام 2016 إلى إطار من الجماعة وخارج الجماعة، حيث تُعرّف المجموعة الداخلية بأنها "أمريكيون حقيقيون" وتشمل الجماعات الخارجية المنافسة المسلمين واليساريين والمثقفين والمهاجرين. شجع مرارًا وتكرارًا الهتافات المسلحة في تجمعاته، بما في ذلك الدعوات إلى سجن المرشحة الديمقراطية للرئاسة لعام 2016 هيلاري كلينتون، وروج لنظرية المؤامرة التي تفيد بأن فاعل الخير اليهودي جورج سوروس كان مسؤولًا عن تدفق كبير للهجرة غير الشرعية من المكسيك إلى الولايات المتحدة.[بحاجة لرقم الصفحة]
أعرب ترمب مرارًا وتكرارًا عن دعمه لحظر المعارضة السياسية والانتقادات التي يعتبرها مضللة أو تتحدى مطالباته بالسلطة. بعد أن قال الجنرال مارك ميلي إن ترمب سيبدأ في اضطهاد خصومه السياسيين إذا فاز في الانتخابات الرئاسية لعام 2024، أشار ترمب إلى أنه ينبغي إعدام ميلي بتهمة الخيانة، بينما صرح النائب الجمهوري بول غوسار كذلك بأنه في مجتمع أفضل، "الجنرال ميلي مروج اللواط سيُشنق". قال الجنرال المتقاعد باري مكافري، في إشارة إلى تصريحات ترمب، إن "ما نشاهده يمثل تشابهًا مع ثلاثينيات القرن الماضي في ألمانيا النازية". وُصفت خطة ترمب السياسية الرسمية لولاية ثانية، أجندة 47، بأنها فاشية. ذكرت المؤرخة روث بن غيات أن أوجه التشابه بين مشروع 2025 التابع لمؤسسة التراث و"قوانين الدفاع عن الدولة" لموسوليني، التي حولت إيطاليا إلى نظام قمعي، "لافتة للنظر"، مشيرة إلى القضاء على استقلال القضاء وتعزيز السلطة التنفيذية.
ذكر دانيال زيبلات، مؤلف كتاب "كيف تموت الديمقراطيات"، أن استخدام ترمب المشترك لادعاءات كاذبة ضد خصومه السياسيين وتلميحات بالانتقام من قبل الوطنيين الأمريكيين يشبه التكتيكات التي استخدمها هوغو تشافيز الفنزويلي وفاشيو أوروبا في الثلاثينيات. توصل تحليل أجرته "إن بي آر" إلى أنه في الفترة ما بين عام 2022 وأكتوبر 2024، "أطلق ترمب أكثر من 100 تهديد بالتحقيق مع خصومه المتصورين أو مقاضاتهم أو سجنهم أو معاقبتهم بطريقة أخرى".

### العنف السياسي
أعرب ترمب مرارًا وتكرارًا عن دعمه للأعمال العنيفة من قبل جهات إنفاذ القانون ومؤيديه منذ الأيام الأولى لحملته الرئاسية الأولى في أغسطس 2015. أُفيد بأنه دعا خلال فترة رئاسته إلى إطلاق النار على المهاجرين غير الشرعيين في الساق كوسيلة للردع. أشار إلى أنه ينبغي على مؤيديه "طرد" من يعترضون طريقه، وأشاد بمرشح مجلس النواب آنذاك غريغ جيانفورت بعد أن طرح مراسل "الغارديان" بن جاكوبس أرضًا بينما كان يطرح أسئلة، مصرحًا بأن "أي رجل يستطيع أن يطرح شخصًا أرضًا هو من النوع الذي أفضله". قال ترمب في تجمع حاشد عام 2016: "يمكنني أن أقف في منتصف الجادة الخامسة وأن أطلق النار على شخص ولن أخسر ناخبين". سبق له أن مازح حول موضوع قتل الصحفيين عدة مرات من قبل، بما في ذلك عندما قال إنه "لن يقتلهم أبدًا"، قبل أن يعيد النظر: "آه، لنرى، آه؟ ... لا لن أفعل. لن أقتلهم أبدًا، لكني أكرههم. وبعضهم كاذبون ومثيرون للاشمئزاز للغاية، هذا صحيح". يعتبر بعض المؤرخين إشادة ترمب بالعنف ضد منتقديه، من بين سلوكيات أخرى، مناسبة لإحدى خصائص الفاشية.
في تجمع حاشد بولاية ميسوري أسفر عن وقوع مشاجرات واعتقالات متعددة، اشتكى ترمب، بعد أن قاطعه متظاهرون، من أنه لم تعد هناك أي "عواقب" للاحتجاج وصرح بأن "كما تعلمون، جزءًا من المشكلة وجزءًا من سبب استغراق الأمر وقتًا طويلًا هو أن لا أحد يريد أن يؤذي بعضهم البعض بعد الآن، أليس كذلك؟". في خطاب ألقاه عام 2017 موجهًا إلى ضباط إنفاذ القانون، شجعهم ترمب على أن يكونوا "قساة" مع المشتبه بهم. وصف ترمب، في عام 2016، حالات العنف في تجمعاته بأنها "مناسبة". 
ذكر خلال انتخابات عام 2016 أن "أنصار التعديل الثاني" يستطيعون منع ترشيح قضاة ديمقراطيين للمحكمة العليا. وفي عام 2019، صرح قائلاً: "لدي دعم الشرطة، ودعم الجيش، ودعم سائقي الدراجات النارية من أجل ترمب، لدي الأشخاص الأقوياء، لكنهم لا يلعبونها بقوة، حتى يصلوا إلى نقطة معينة، وعندها سيكون الأمر سيئًا للغاية، سيئًا للغاية". في مقابلة عام 2018 مع مراسل آكسيوس جيم فانديهي، سأل المحاور: "عندما تقول 'عدو الشعب، عدو الشعب'، ... ماذا يحدث إذا أُصيب شخص ما فجأة بالرصاص، أو أطلق شخص ما النار على أحد هؤلاء المراسلين؟"، فأجاب ترمب: "إنها طريقتي الوحيدة للرد".
أشاد ترمب بالقادة السلطويين المعاصرين عدة مرات. في عام 2016، أعرب عن احترامه لكيم جونغ أون لقتله عمه، قائلاً: "إنه لأمر لا يصدق. قضى على العم. قضى على هذا، وعلى ذاك". أشاد بفلاديمير بوتين عدة مرات، وفي عام 2018، تحدث بإيجابية عن قدرة شي جين بينغ على إلغاء القيود المفروضة على ولايته. وعن احتجاجات ميدان تيانانمين، قال: "عندما تدفق الطلاب إلى ميدان تيانانمين، كادت الحكومة الصينية أن تفسدها. ثم كانوا أشرارًا، كانوا فظيعين، لكنهم قمعوها بقوة. هذا يوضح لك قوة القوة". استخدم ترمب في كثير من الأحيان مصطلحات سلبية لوصف القادة الديمقراطيين، حيث وصف أنغيلا ميركل الألمانية بأنها "غبية"، وجاستن ترودو بأنه "ذو وجهين"، وإيمانويل ماكرون بأنه "بغيض للغاية". وصف الرئيس المصري عبد الفتاح السيسي بأنه "ديكتاتوري المفضل".

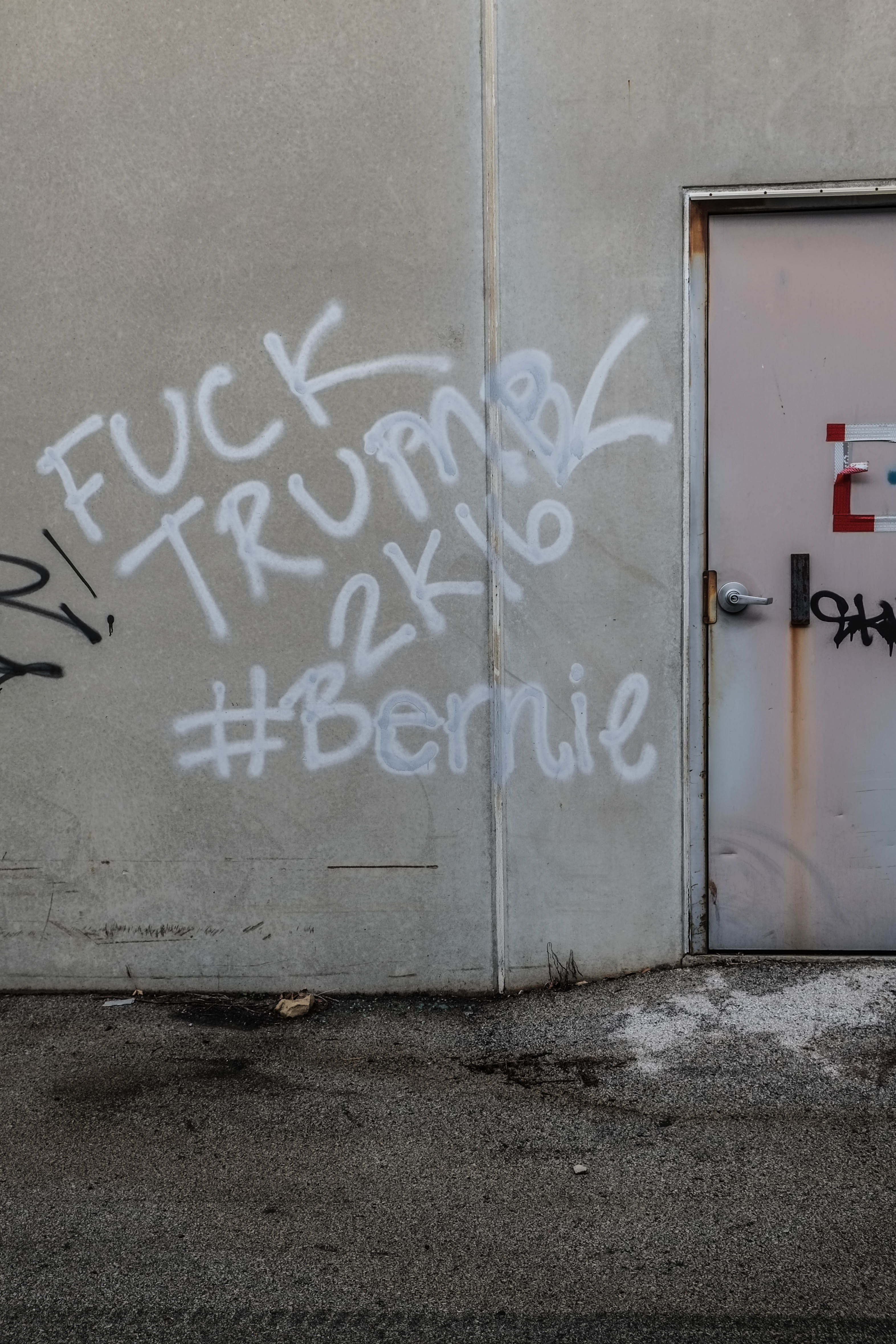
خلال انتخابات عام 2016، اندلعت عدة مشاجرات بين مؤيدي ترمب ومؤيدي هيلاري كلينتون وبيرني ساندرز. نأى كل من كلينتون وساندرز بنفسيهما عن مؤيديهما العنيفين. أشاد ترمب، على النقيض من ذلك، بالأعمال العنيفة التي قام بها مؤيدوه عدة مرات وعرض دفع أتعابهم القانونية. في العام نفسه، اتهم ترمب ساندرز بإرسال "مثيري الشغب" إلى فعالياته وغرد قائلاً: "كن حذرًا يا بيرني، وإلا سيذهب مؤيدوكي إلى فعالياتك!".

خلال احتجاجات جورج فلويد، حث ترمب جنراله مارك ميلي على تولي مسؤولية التعامل مع المتظاهرين. بعد أن قاوم ميلي، قائلًا إنه ينبغي نشر الحرس الوطني بدلًا من ذلك، قال ترمب لموظفيه "أنتم جميعًا خاسرون!" وسأل مارك ميلي "ألا يمكنك ببساطة إطلاق النار عليهم؟ فقط أطلق النار عليهم في أرجلهم أو شيء من هذا القبيل؟" في وقت لاحق، كتب ميلي خطاب استقالة لترمب، ذكر فيه، في إشارة إلى دور أمريكا في الحرب العالمية الثانية، أن "ذلك الجيل، مثل كل جيل، حارب ضد ذلك، حارب ضد الفاشية، حارب ضد النازية، حارب ضد التطرف... من الواضح الآن بالنسبة لي أنك لا تفهم ذلك النظام العالمي. أنت لا تفهم ما كانت الحرب تدور حوله. في الواقع، أنت تؤمن بالعديد من المبادئ التي حاربنا ضدها." قرر في النهاية عدم إرسال الرسالة إلى ترمب وبقي في منصبه.
يشير بوب دريفوس، في مقال له في ذا نيشن إلى أن ترمب تلقى الدعم والحماية من جماعات شبه عسكرية بما في ذلك حراس القسم، وبراود بويز، والثلاثة في المئة، ويقترح دريفوس إجراء مقارنة بالميليشيات المدنية التي استعان بها هتلر وموسوليني. يصف ميليشيا موسوليني "الفاشية القتالية الإيطالية"، التي تأسست في أوائل عشرينيات القرن الماضي كميليشيا شوارع لامركزية تهاجم خصومه السياسيين، وكتيبة العاصفة التابعة لهتلر، التي وفرت الحماية لهتلر خلال فعالياته في الشوارع وانخرطت في أعمال عنف ضد الخصوم السياسيين، وسيطرت بعنف على مدينة كوبورغ في نوفمبر 1922.  طلب ترمب من براود بويز "التراجع والاستعداد" في عام 2020، قبل أن تشارك المجموعة في هجوم 6 يناير، وخلال رئاسة ترمب، احتل العديد من مؤيديه المسلحين العديد من مباني الكابيتول بالولايات، وتجمعوا حول الحدود المكسيكية، وانخرطوا في اشتباكات في الشوارع مع أنتيفا ومتظاهري حياة السود مهمة. بعد أن تعرض متظاهر أسود للضرب من قبل مؤيديه خلال تجمع حاشد عام 2015، قال ترمب إن الرجل "كان يستحق أن يُعامل بقسوة". قال الباحث في شؤون الفاشية ستيف روس إنه على الرغم من أنه لا يعتقد أن ترمب هو هتلر، "فقد حدث لنا نفس الشيء في ألمانيا في عشرينيات القرن الماضي مع تعرض الناس للضرب على أيدي أصحاب القمصان البنية وكانوا يستحقون ذلك لأنهم كانوا يهودًا وماركسيين ومتطرفين ومنشقين وغجر. هذا ما كان هتلر يقوله".
بعد إخراج أحد المتظاهرين من تجمعه في عام 2016، قال ترمب: "حاولوا ألا تؤذوه. إذا فعلتم ذلك، سأدافع عنكم في المحكمة. لا تقلقوا بشأن ذلك." وفي العام نفسه، قال: "إذا رأيتم شخصًا يستعد لرمي الطماطم، اطرحوه أرضًا، هل ستفعلون ذلك؟ عن جد. حسنًا. فقط اطرحوه أرضًا... أعدكم، سأدفع الرسوم القانونية." قال: "أنا أحب الأيام الخوالي، هل تعرفون؟ هل تعرفون ما الذي أكرهه؟ هناك رجل يعطل تمامًا، يوجه اللكمات. لم يعد مسموحًا لنا بالرد باللكمات بعد الآن. أنا أحب الأيام الخوالي. هل تعرفون ماذا كانوا يفعلون برجال مثل هؤلاء عندما يكونون في مكان كهذا؟ كانوا يحملونهم على نقالة، أيها الناس."  قال ترمب في العام نفسه، عن متظاهر مناهض لترمب كانت تجري إزالته من تجمعه، "أود أن ألكمه في وجهه".

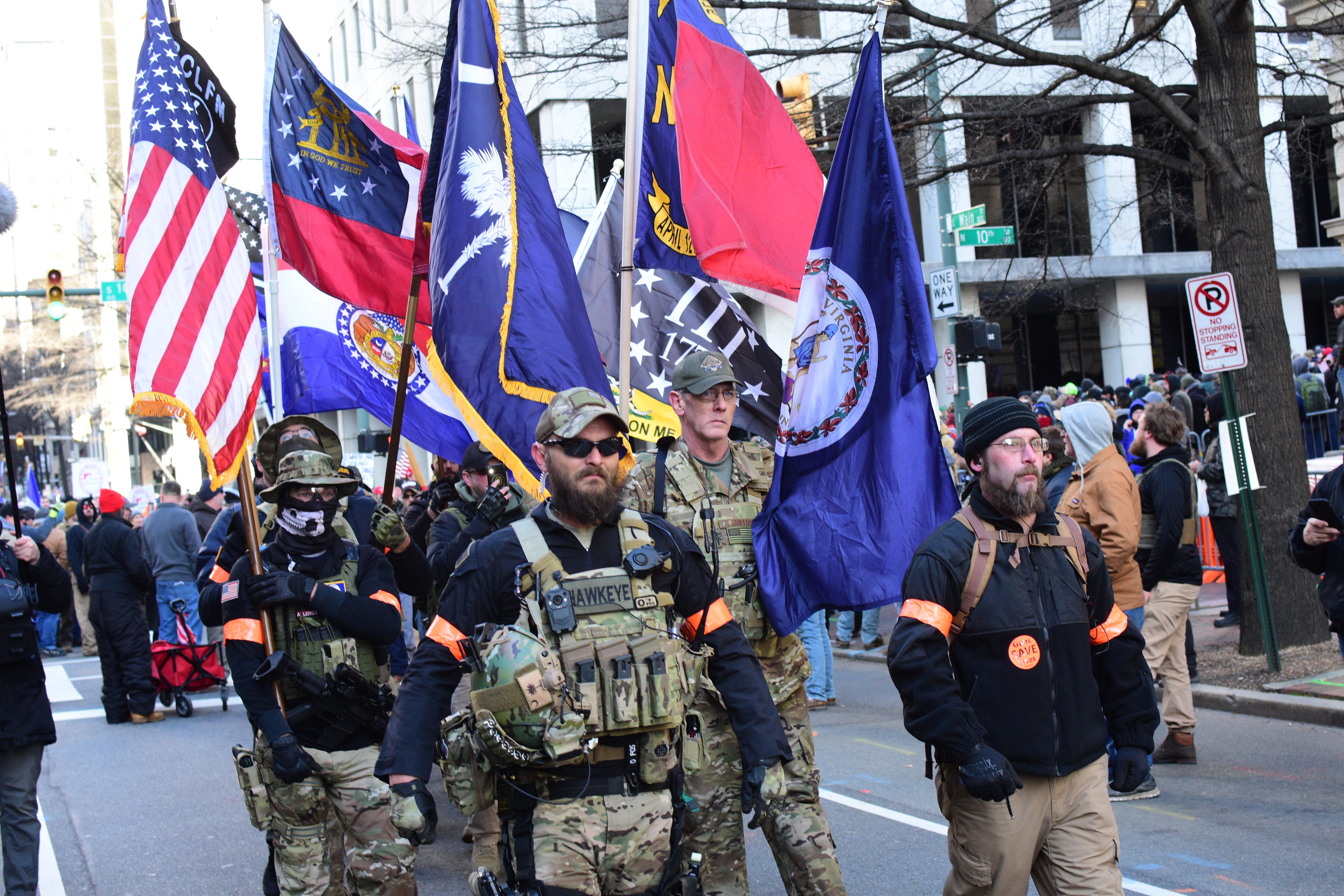
"ثلاثة في المائة" في تجمع جماهيري في فرجينيا، يناير 2020

#### هجوم 6 يناير

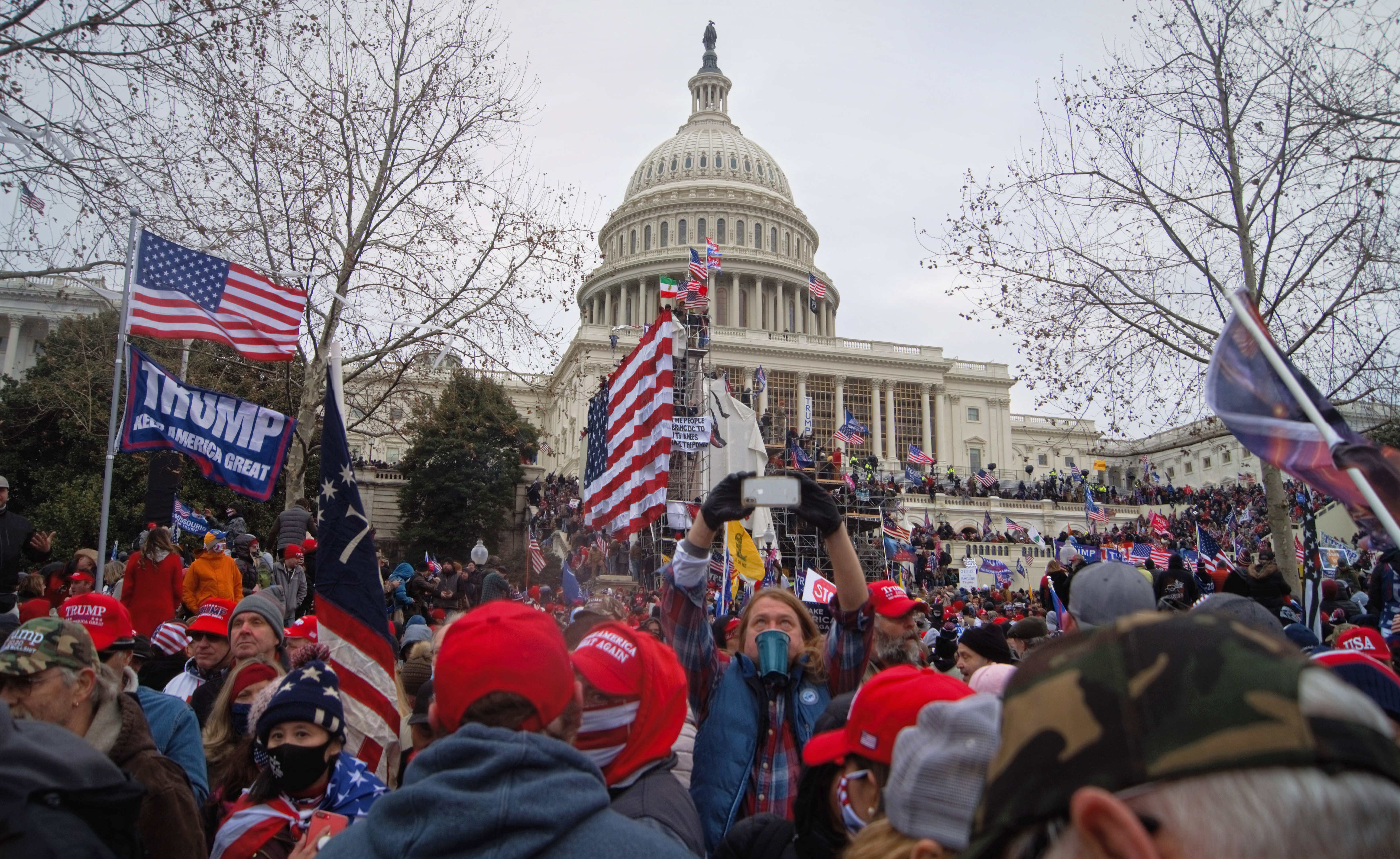
قارن بعض الأكاديميين اقتحام كابيتول الولايات المتحدة 2021 بانقلاب بير هول

شبّه بعض الأكاديميين الهجوم الذي شنه أنصار دونالد ترمب على مبنى الكونغرس في الولايات المتحدة في 6 يناير 2021بانقلاب بير هول،  وهي محاولة انقلاب فاشلة في ألمانيا قام بها زعيم الحزب النازي أدولف هتلر ضد حكومة فايمار في عام 1923.
وسبق أن أنكر روبرت باكستون مؤلف كتاب تشريح الفاشية والعالم السياسي والمؤرخ المتخصص في دراسة الفاشية، أنه ينبغي وصف ترمب بأنه فاشي لكنه غير وجهات نظره في أعقاب هجوم 6 يناير. ورأى باكستون أن الهجوم على مبنى الكابيتول يشبه مسيرة موسوليني إلى روما عام 1922، والتي استولى فيها أصحاب القمصان السوداء التابعون له بنجاح على العاصمة الإيطالية، وأحداث الشغب اليمينية المتطرفة المناهضة للبرلمان في باريس عام 1934؛ ومع ذلك، يعتقد أيضًا أن "كلمة الفاشية قد أهينت وأصبحت مجرد نعت، مما يجعلها أداة أقل فائدة لتحليل الحركات السياسية في عصرنا". وكتبت المؤرخة روث بن غيات أنه مثلما عفا موسوليني في النهاية عن أصحاب القمصان السوداء الذين ساعدوه في الوصول إلى السلطة، تعهد ترمب أيضًا بالعفو عن أنصاره الذين أدينوا بارتكاب جرائم تتعلق بأحداث 6 يناير.

#### اقتحام مبنى الكابيتول في ولاية ميشيغان
في 30 أبريل 2020 قبل أقل من عام من اقتحام مبنى الكابيتول الأمريكي في السادس من يناير، وبأسبوعين من نشر ترمب منشورات على منصات التواصل الاجتماعي تحرض أنصاره على "تحرير" ولاية ميشيغان من القيود المفروضة بسبب جائحة كوفيد-19، تجمع مئات من مؤيدي ترمب، بينهم أفراد من الميليشيات، حول مبنى الكابيتول بولاية ميشيغان لمنع تطبيق إجراءات صحية عامة. ودخل حوالي مئة متظاهر إلى داخل المبنى، حيث عرضوا مشانق وحملوا أعلام الكونفدرالية، بالإضافة إلى لافتات كتب عليها عبارات مثل "الطغاة يستحقون الوصال". وخلال هذه الأحداث، أيد ترمب المتظاهرين وحث الحاكمة غريتشن ويتمر على التفاوض معهم، وغرد قائلًا: "هؤلاء أناس طيبون للغاية، ولكنهم غاضبون. إنهم يريدون استعادة حياتهم بأمان! قابلوهم، تحدثوا إليهم، ابرموا صفقة مع المتظاهرين". وقد نجح المتظاهرون في إقناع أعضاء مجلس الشيوخ الجمهوريين بإلغاء الإجراء المتخذ.
وقد استشهد ألفريدو مورابيا، محرر المجلة الأمريكية للصحة العامة، بهجمات ميشيغان، ومحاولة مؤامرة لاختطاف ويتمر وحوادث أخرى تعطل فيها جماعات سياسية مسلحة سير العمل، باعتبارها مقدمة لأحداث السادس من يناير.

### التجريد من الإنسانية والعنصرية
اتُهم ترمب باحتضان التطرف اليميني المتطرف،  حيث صُنفت العديد من تصريحاته وإجراءاته على أنها تتردد صداها مع الفاشية، والخطاب النازي، والأيديولوجية اليمينية المتطرفة، ومعاداة السامية، وتفوق العرق الأبيض. وفي عام 2018 صرح الدكتور مايك كول، الأستاذ الفخري في التعليم والمساواة بجامعة بيشوب جروسيتيست،  بأن خطاب ترمب العنصري والفاشي، والأجندة المصاحبة له والتي تستهدف الملونين في الولايات المتحدة وأماكن أخرى، واستخدامه لمنصة تويتر، قد عزز بشكل عام تدريس الكراهية، ساعيًا إلى إضفاء الشرعية على الفاشية. سلط كول الضوء على صلات النازي الجديد أندرو أنجلين باليمين البديل، مؤكدًا أن هذه الحركة تمثل فاشية جديدة (مستحدثة)، ولكنها ترتبط بحركات تفوق العرق الأبيض المهمشة الأقدم، بدلًا من كونها مجرد عنصر من عناصر المحافظة اليمينية.
يرى ماتياس جارديل أن "رؤية ترمب الفاشية الرئيسية للنهضة الوطنية" اشتملت على "قومية مبتذلة، وأمريكة، وأصلانية، وتفوق العرق الأبيض، وقدر متجلي، وخطاب وممارسة عنصريين". ويجادل جارديل بأن غالبية الناخبين الذين صوتوا لترمب لم يكونوا فاشيين، إلا أنه يرى أن خطاب ترمب تضمن عودة إلى "عناصر فاشية" من خلال الحنين السياسي إلى الماضي، وأن "مزيجًا غير متجانس من القوميين البيض، والأصوليين الراديكاليين، وأصحاب الهوية اليمينية البديلة، وكاشفي المؤامرات، والميليشيات، والكونفدراليين الجدد، والمواطنين السياديين" قد تم استمالتهم عن قصد من قبل ترمب، الأمر الذي يرتبط "ببعد عاطفي مهم غالبًا ما تلجأ إليه الفاشية". 

قارن العديد من المؤرخين تعليقات ترمب التي شبه فيها أعداءه السياسيين بالهوام الذين سيتم "استئصالهم" بالخطاب الفاشي الذي أدلى به أدولف هتلر وبنيتو موسوليني.  وخلال تجمع حاشد في عام 2023، صرح ترمب قائلاً: 
في يوم قدمائنا المحاربين، نجدد عهدنا على بذل قصارى جهدنا لحماية وطننا من كل معتدٍ، ومن كل من يسعى إلى زعزعة أمنه واستقراره. ولن ندخر جهدًا في مكافحة الأفكار المتطرفة التي تهدد قيمنا ومبادئنا، والتي تسعى إلى تقويض أسس مجتمعنا الديمقراطي. فكل من يحاول التآمر على وطننا، أو المساس بمقدساته، سيجدنا بالمرصاد.
قورنت هذه التعليقات بتعليقات أدلى بها النازي فيلهلم كوب في فبراير عام 1933م في منشور دعائي نازي، حيث صرح قائلاً: "إن اليهود، شأنهم شأن الحشرات، يمتدون في صف واحد من بوتسدامر بلاتز وحتى أنهالتر بانهوف... والطريقة الوحيدة للقضاء على هذه الحشرات هي طردهم". كما قورنت أيضًا بإشارة الفاشيين البريطانيين بقيادة أوزوالد موزلي إلى اليهود بأنهم "فئران وحشرات من مجاري وايت تشابل"، وبمقابلة أجريت مع هتلر عام 1934م، حيث صرح قائلاً: "إن لي الحق في إزالة ملايين من عرق أدنى يتكاثر كالحشرات!". 
ردّت حملة الرئيس ترمب على منتقديه بقولها إن "حزنهم وبؤسهم سيزولان تمامًا عند عودة الرئيس ترمب إلى البيت الأبيض"، وقد لاقى هذا التصريح انتقادات واسعة، إذ رأى البعض فيه ترديدًا لخطاب الزعماء السلطويين. كما أثار تصريح ترمب الآخر حفيظة الكثيرين، حيث قال: "إن التهديد الخارجي أقل خطورة بكثير من التهديد الداخلي". وتساءلت صحيفة نيويورك تايمز عما إذا كانت اللغة الفاشية المتزايدة في خطابات ترمب تهدف إلى استعداء اليسار، أم أنها تعكس تطورًا في معتقداته، أم أنها مجرد "ستار" يخفي وراءه أهدافًا أخرى.  وفي عام 2015، عندما سُئل ترمب عن الفرق بين سجله الوطني المقترح للمسلمين والاضطهاد النازي لليهود، اكتفى بالرد قائلاً: "أنت قل لي".
ابتداءً من خريف عام 2023،  كرر ترمب استعمال خطاب يحمل طابعًا عرقيًا نظيفاً، إذ وصف المهاجرين غير الشرعيين بأنهم "يسممون دماء وطننا"، وهو تعبير أثار مقارنات صارخة بلغة المتعصبين للعرق الأبيض وبكتابات هتلر في كفاحي. وتمادى في زعمه بأن المهاجرين القتلة يحملون "جينات شريرة". ووفقًا لموقع بوليتيكو فإن خطاباته في التجمعات الانتخابية تحمل، بحسب ما يرى بعض خبراء الخطابة السياسية والفاشية والهجرة، صدى قويًا للأيديولوجيات المتسلطة والنازية.  وتتضمن تصريحاته الأخرى ذات الطابع الفاشي وصف المهاجرين بأنهم "عدو الداخل" الذين يهدمون "نسيج" البلاد. 
وصرح ترمب بأن بعض المهاجرين لا يعدون في حكم البشر،  ولا يمتون للإنسانية بصلة،  بل يشبهون السبع. وفي خطاباته الانتخابية، زعم ترمب أن المهاجرين غير الشرعيين سيقومون بأفعال شنيعة كالاغتصاب والنهب والسرقة والسلب والقتل بحق المواطنين الأمريكيين،  ووصفهم بأنهم قتلة لا يعرفون الرحمة، ووحوش كاسرة، وحيوانات مفترسة، وبربريون سيعيثون فسادًا في الأرض، وهدد بأنهم سيدخلون بيوتكم، ويعتدون على أعراضكم، ويختطفون بناتكم ويقتلوهن أمام أعين ذويهن.
دعا ترمب في عام 2024 إلى ما أسماه "إعادة هجرة" المهاجرين غير الشرعيين، وهو تعبير تستخدمه عادةً التيارات الأوروبية البيضاء المؤمنة بفكرة تفوق العرق الأبيض، ويقصد به في السياق المعاصر التطهير العرقي. وفي 27 أكتوبر 2024 نظم ترمب تجمعًا حاشدًا في حديقة ماديسون سكوير، حيث أدلى المتحدثون بتصريحات تحمل طابعًا عنصريًا وغير إنساني، من بينها وصف توني هينشكليف لبورتوريكو بأنها "جزيرة من القمامة". وقد أثار هذا الحدث مقارنات واسعة في وسائل الإعلام والوسط السياسي مع التجمع النازي الذي أقيم في نفس المكان عام 1939. وفي عام 2020، وجه ترمب خطابًا إلى حشد مؤلف غالبيته العظمى من البيض، حيث قال: "إنكم تحملون جينات جيدة... إنها نظرية حصان السباق. هل تعتقدون أننا مختلفون جدًا؟" 

### معسكرات الاعتقال

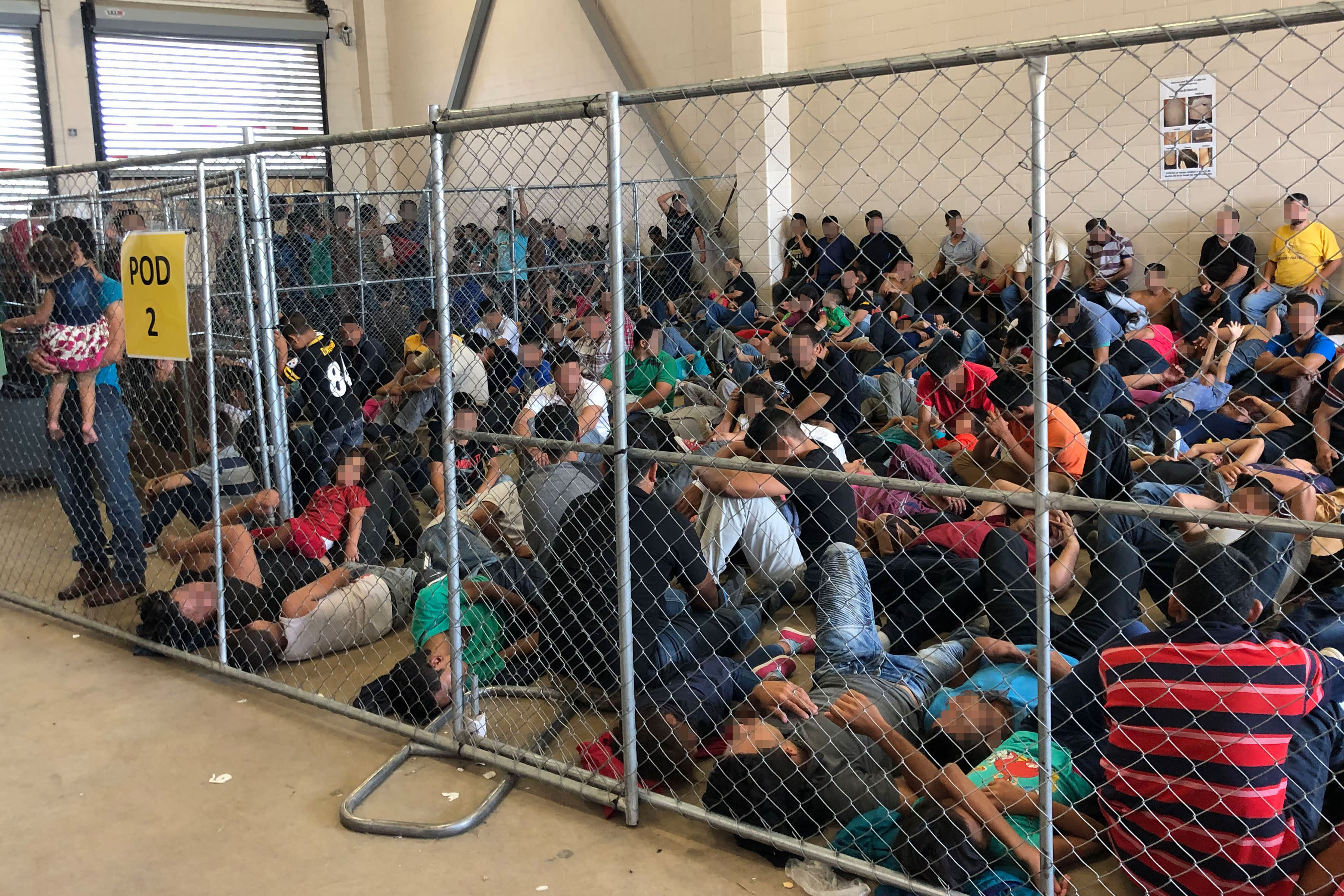
معسكر اعتقال في 2019

قورنت سياسة فصل الأسر التي اتبعتها إدارة ترمب باستخدام معسكرات الاعتقال من قبل الأنظمة الفاشية السابقة. وفي عام 2018، سن ترمب سياسة "عدم التسامح مطلقًا" التي قضت بالملاحقة الجنائية لجميع البالغين المتهمين بانتهاك قوانين الهجرة من قبل سلطات الهجرة. وأدت هذه السياسة بشكل مباشر إلى فصل واسع النطاق  وقسري للأطفال والآباء الوافدين إلى الحدود بين الولايات المتحدة والمكسيك،  بمن فيهم أولئك الذين كانوا يسعون للجوء من العنف في بلدانهم الأصلية. واعتُقل الآباء ووُضعوا في مراكز الاحتجاز الجنائي، بينما أُخذ أطفالهم وصُنفوا كقصر أجانب غير مصحوبين بذويهم، ليتم وضعهم في مراكز احتجاز المهاجرين الأطفال.
وعلى الرغم من أن ترمب وقع أمرًا تنفيذيًا أنهى ظاهريًا عنصر فصل الأسر في عمليات احتجاز المهاجرين التي قامت بها إدارته في يونيو 2018، إلا أنه استمر بمبررات بديلة حتى عام 2019.
بحلول نهاية عام 2018 ارتفع عدد الأطفال المحتجزين إلى مستوى قياسي بلغ ما يقرب من خمسة عشر ألف طفل،  والذي انخفض بحلول شهر أغسطس 2019 إلى أقل من تسعة آلاف طفل. وفي عام 2019 أقر العديد من الخبراء، ومن بينهم أندريا بيتزر مؤلفة كتاب "ليلة طويلة واحدة: تاريخ عالمي لمعسكرات الاعتقال"، بتسمية مراكز الاحتجاز بـ "معسكرات اعتقال"،  سيما وأن المراكز التي سبق أن أشار إليها مسؤولون في تكساس بسبب أكثر من مائة وخمسين مخالفة صحية،  وحالات وفاة تم الإبلاغ عنها أثناء الاحتجاز،  تعكس سجلًا نموذجيًا لتاريخ الرعاية الصحية والتغذية المتعمدة المتدنية في معسكرات الاعتقال. وكان هناك خلاف كبير حول ما إذا كان ينبغي تسمية هذه المرافق "معسكرات اعتقال" أم لا.
وفي عام ألفين وثلاثة وعشرين، أبرزت مجلة الشؤون الحالية كيف تعهد ترمب، في حملته الانتخابية لعام ألفين وأربعة وعشرين، ببناء معسكرات اعتقال. وحذرت المجلة من أن مخطط ترمب كان يتمثل في "بناء معسكرات ضخمة واحتجاز ملايين الأفراد فيها دون أي مراعاة للإجراءات القانونية اللازمة"، الأمر الذي قد يشمل المعارضين السياسيين والنقاد.

### الصلات بالأشخاص الذين يعرّفون أنفسهم بالفاشيين

أيد الزعيم السابق لمنظمة كو كلوكس كلان وممثل ولاية لويزيانا، ديفيد ديوك، دونالد ترمب في عام 2016، وتعهد "بتنفيذ وعود دونالد ترمب" في تجمع للنازيين الجدد في عام 2017، وأيده ترمب مرة أخرى في عام 2020. تنصل ترمب من ديوك في أغسطس 2015، ورفض التنصل منه في مقابلة في يناير 2016، ثم تنصل من ديوك مرة أخرى في وقت لاحق من ذلك الشهر. قرر ديوك عدم دعم ترمب في عام 2024 بسبب "خضوعه لإسرائيل".

في الانتخابات الرئاسية الأمريكية لعام 2016، دعمت مجموعات متعددة عرفت نفسها بأنها نازية أو فاشية، مثل الحركة الاشتراكية الوطنية ومنظمة كو كلوكس كلان، المرشح دونالد ترمب. وقد شاركت هذه المجموعات في ترهيب الناخبين من خلال مراقبة مراكز الاقتراع في عام 2016، مدعية أنها فعلت ذلك "بشكل غير رسمي" و"من خلال حملة ترمب الانتخابية". في عام 2016 دعم نازيون عرفوا أنفسهم دونالد ترمب، مثل ديفيد دوك، والناشط في اليمين البديلريتشارد سبنسر، والناشط أندرو أنجلين. تنصل ترمب من ديوك في أغسطس 2015، ثم رفض التنصل منه في مقابلة في يناير 2016، ليكتب بعدها تغريدة يتنصل فيها من الزعيم السابق لمنظمة كو كلوكس كلان.
شارك ترمب محتوى على وسائل التواصل الاجتماعي مرتبطًا بمواقع الإنترنت الخاصة بالنازيين الجدد، ورفض إدانة الهجمات المعادية للسامية التي استهدفت الصحفيين اليهود. كما أنه، بعد فوزه في الانتخابات، عين ستيف بانون، الذي يعد من المعجبين بموسوليني، رئيسًا لموظفيه. خلال الاحتجاجات في شارلوتسفيل بولاية فيرجينيا، صرح ترمب بأن هناك أشخاصًا جيدين من الجانبين.  وأيد ديفيد ديوك ترمب مرة أخرى خلال الانتخابات الرئاسية لعام 2020،  بينما انتقده في عام 2024. في سبتمبر 2024، أفادت شبكة سي إن إن بأن مارك روبنسون، الذي أيده ترمب في انتخابات حكام ولاية نورث كارولينا لعام 2024، كان قد عرف نفسه سابقًا على أنه "نازي أسود". وكان الناشطان في اليمين البديل ستيفن ميلر وستيف بانون قد كتبا الخطاب الافتتاحي لترمب.
أيد مؤسس موقع "ستورم فرونت" دون بلاك ترمب لدعمه البيض وبناء حركة مستدامة. واعتبر الناشط ويليام ريجنري أن ترمب نقل القومية البيضاء إلى مستوى أوسع، بينما وصف رئيس الحزب النازي الأمريكي روكي سوهايدا ترمب بأنه منح "فرصة حقيقية" لقضيته. وأيد جاريد تايلور ترمب بسبب سياساته التي تتماشى مع أهداف القومية البيضاء، خاصة في الهجرة.
نشر أنجلين الذي أسس موقع ذا ديلي ستورمر، العديد من المقالات المؤيدة لترمب على موقعه وقال إن "كل نازي يميني بديل أعرفه تقريبًا يتطوع لحملة ترمب". في نوفمبر 2016 خلال خطاب في مؤتمر للمعهد الوطني للسياسات صرخ سبنسر قائلًا "يحيا ترمب، تحيا أمتنا، يحيا النصر!".
احتفل زعيم قبيلة الدم كريستوفر بولهاوس بفوز ترمب في انتخابات 2024، مشيدًا بانخفاض أسعار الوقود ودوره في تعزيز "قوة البيض". كما عبرت الناشطة لورين ويتزكي عن شكرها للرجال البيض لدورهم في "إعادة النساء إلى مكانهن".
في نوفمبر، كشف تحقيق أجرته صحيفة "بوليتيكو" أن موظفًا ميدانيًا في حملة ترمب بولاية بنسلفانيا، كان مرتبطًا ببودكاست للقوميين البيض شارك فيه ريتشارد سبنسر، وتم فصله لاحقًا. وصرح المضيف لوك ماير بأنه عمل في الحملة، وقال في البودكاست: "لماذا لا يمكننا جعل نيويورك بيضاء مرة أخرى؟". كما أشار إلى "بوليتيكو" بإمكانية عودته في المستقبل مع تحذير ليكون "أكثر حذرًا".
في عام 1990، ذكرت إيفانا ترمب أن دونالد ترمب كان يحتفظ بنسخة من كتاب نظامي الجديد لهتلر بجانب سريره. لاحقًا، قال ترمب إن صديقه مارتي ديفيس، الذي وصفه بأنه يهودي، أعطاه نسخة من الكتاب، بينما نفى ديفيس كونه يهوديًا وأكد أنه أعطاه الكتاب بدافع الاهتمام. في عام 2023، بعد تصريح ترمب بأن المهاجرين "يسممون دماء بلدنا"، أشار إلى أن هتلر استخدم تعبيرًا مشابهًا وأضاف: "هذا صحيح، فهم يدمرون نسيج بلدنا".
صرّح جون إف. كيلي رئيس موظفي الرئيس الأمريكي السابق دونالد ترمب، في أكتوبر 2024، بأن ترمب تحدث بإيجابية عن أدولف هتلر خلال فترة رئاسته، مشيرًا إلى قوله إن "هتلر فعل بعض الأشياء الجيدة"، مثل إعادة بناء الاقتصاد.  كما ذكر كيلي أن ترمب أعرب له عن رغبته في الحصول على جنرالات عسكريين مشابهين لأولئك الذين خدموا تحت قيادة هتلر. جاءت تصريحات كيلي بعد أن أشارت عدة كتب، قبل بضع سنوات، إلى تصريحات ترمب بشأن هتلر وجنرالاته.
في أوائل 2016، نشر ترمب تغريدة تحتوي على اقتباس لموسوليني يقول: "من الأفضل أن تعيش يومًا كأسد على أن تعيش مائة عام كخروف"، والتي نُسبت إلى حساب مجهول أنشأته منصة Gawker لنشر محتوى مرتبط بموسوليني. وعند سؤاله عن التغريدة، قال ترمب: "إنه اقتباس جيد جدًا، ومثير للاهتمام، سواء كان لموسوليني أو أي شخص آخر".
في العام نفسه أعاد ترمب تغريد حسابين يحملان محتوى نازيًا، وصرّح أندرو أنجلين من موقع ذا ديلي ستورمر بأن ترمب كان "يغمز لنا غمزة قديمة" وأن تكرار إعادة التغريد "ليس صدفة".
في عام 2016، نشر ترمب صورة تحمل نجمة داود وعبارة "المرشح الأكثر فسادًا على الإطلاق" بجانب صورة هيلاري كلينتون وأموال، لكنها حُذفت لاحقًا واستُبدلت بدائرة.
استضاف نادي ترمب للجولف خطابات للمتعاطف مع النازيين تيموثي هيل-كوسانيلي، الذي صرّح بأن "هتلر كان يجب أن ينهي المهمة". وفي عام 2022، استضاف ترمب في مارالاغو كانييه ويست ومنكر الهولوكوست نيك فوينتيس، وقال ويست بعد اللقاء: "أنا أحب هتلر". وأكد ترمب لاحقًا أنه لم يكن يعرف فوينتيس.

### التشابهات التاريخية

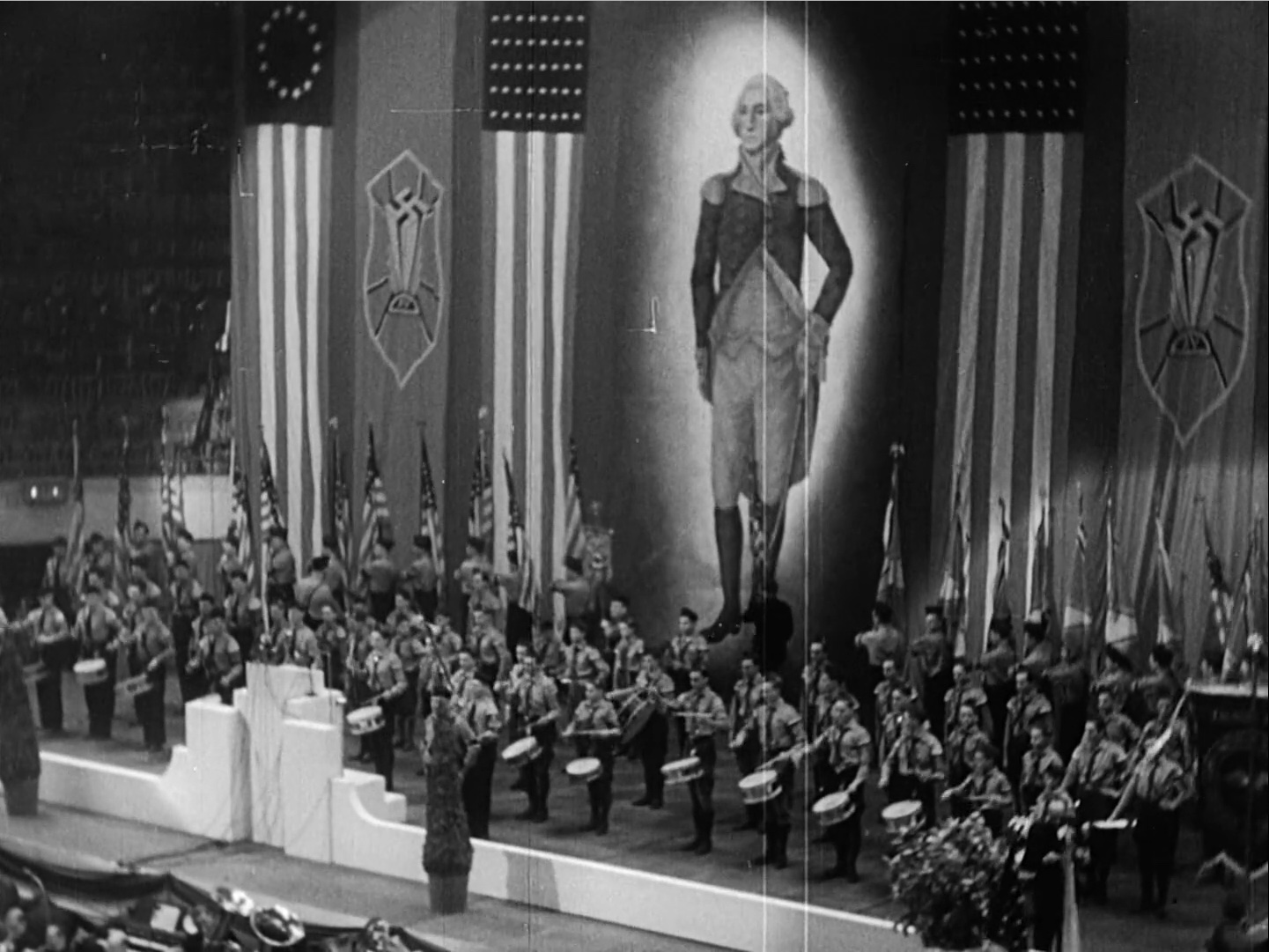
شهدت الولايات المتحدة انتشارًا للحركات الفاشية خلال فترة الكساد الكبير. وجذب التجمع المؤيد للنازية في ميدان ماديسون سكوير (في الصورة) حوالي 20 ألف مشارك في عام 1939.

طرح مراسل صحيفة نيويورك تايمز روجر كوهن والصحفي أندرو سوليفان في عام 2015 فكرة تشابه أمريكا الحديثة مع جمهورية فايمار الألمانية قبل استيلاء هتلر على السلطة.  كما ذكر الأستاذ الأمريكي جون روسو في عام 1995 أن المخاوف العامة بشأن فقدان الوظائف قد تؤدي إلى عودة ظهور الفاشية في الولايات المتحدة في المستقبل. (وقد شهدت الولايات المتحدة في وقت سابق صعودًا للحركات الفاشية خلال ثلاثينيات القرن الماضي، ويرجع ذلك جزئيًا إلى الكساد الكبير، حيث حدد ليون ميلتون بيركهيد 800 منظمة صديقة للنازية في عام 1938.) وفي مقابلة عام 1995 مع ديل ماهاريدج، توقع روسو ظهور زعيم أمريكي جديد مشابه لدونالد ترمب، وهو التوقع الذي أكد عليه في العقد الثاني من القرن الحادي والعشرين.
صرح جوناثان تشايت بأن قرار المحافظين الأمريكيين بدعم ترمب يشبه قرار المحافظين الألمان في دعم هتلر على أمل أن يتمكنوا من "ترويضه". وقد أيد المؤرخان ناثان ستولتزفوس وإريك وايتز هذه الحجة. كما أشار بول روبن كروغمان في مقال له عام 2016 بعنوان "كيف تنتهي الجمهوريات" إلى أنه "يتطلب الأمر عمى متعمدًا لعدم رؤية أوجه التشابه بين صعود الفاشية وكابوسنا السياسي الحالي". وعلى الرغم من أن جيف إيلي يعتقد أن ترمب ليس هتلر، فقد أشار أيضًا إلى أوجه التشابه بين المخاوف المجتمعية بشأن العولمة والهجرة في أمريكا المعاصرة وفي ثلاثينيات القرن الماضي.  وكتب المؤرخ الأمريكي تيموثي ريباك، مؤلف كتاب "الاستيلاء: صعود هتلر النهائي إلى السلطة"، في عام 2024 أن "جمهوريتنا تبدو مبتلاة بالعديد من العلل التي أدت إلى هلاك فايمار: التفتت السياسي، والاستقطاب الاجتماعي، والديماغوجية المليئة بالكراهية، وتشريع معطل بسبب المواقف الحزبية، والشذوذات الهيكلية في عمليات التصويت".

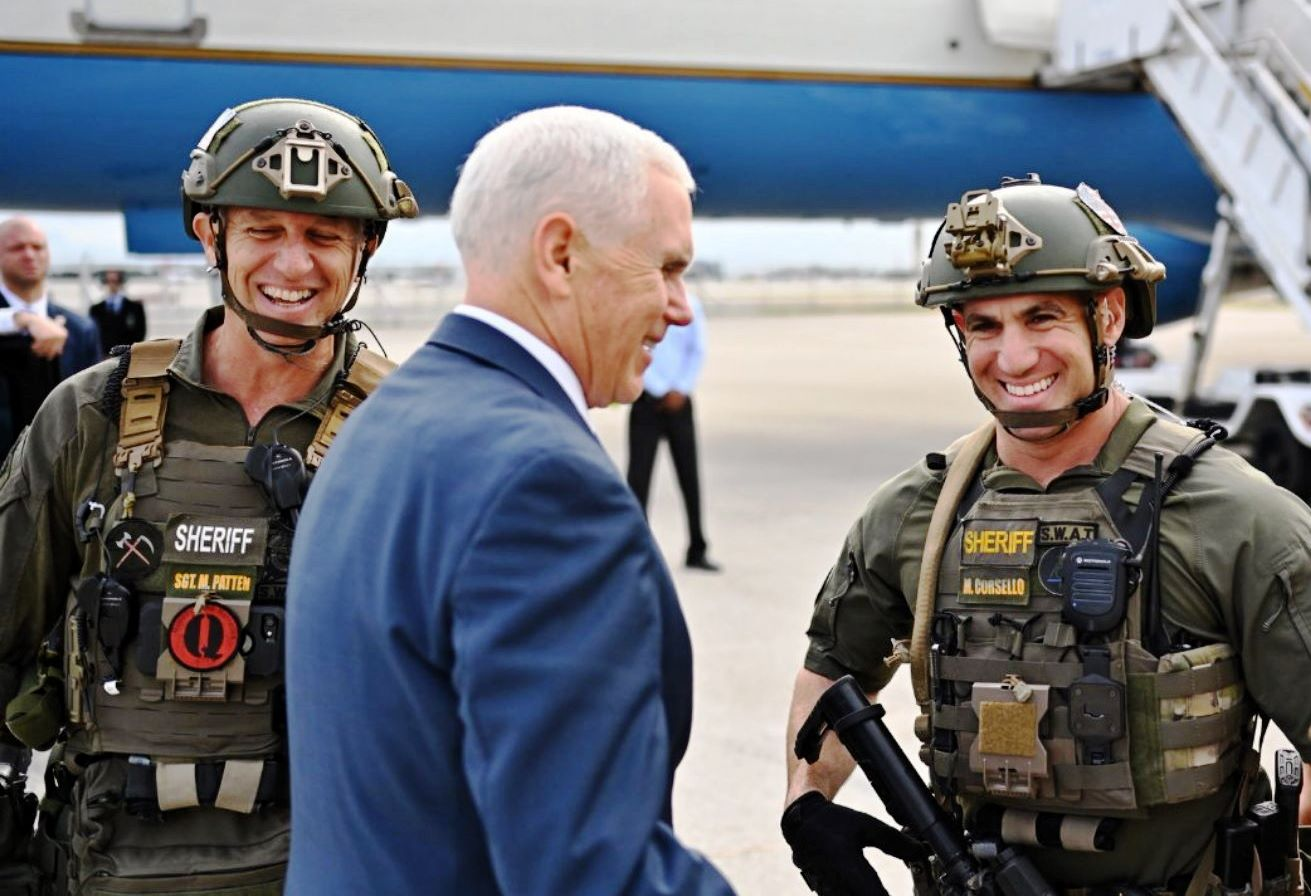
نائب الرئيس الأمريكي مايك بنس يقف مع ضابط شرطة (يسار) يرتدي شارة كيو أنون، نوفمبر 2018.

كان منظرو المؤامرة من العوامل الرئيسية التي ساهمت في ظهور الحركات الفاشية. وقد كتبت حنة آرنت في عام 1951 أن "الموضوع المثالي للحكم الشمولي ليس النازي المقتنع أو الشيوعي المقتنع، بل الأشخاص الذين لم يعد لديهم التمييز بين الحقيقة والخيال (أي واقع التجربة) والتمييز بين الصواب والخطأ (أي معايير الفكر)". في ألمانيا، استغل النشطاء النازيون نظريات المؤامرة، بما في ذلك بروتوكولات حكماء صهيون، لتصوير اليهود على أنهم يحاولون السيطرة على العالم، وهي فكرة دافع عنها هتلر في كتابه "كفاحي". وفي القرن الحادي والعشرين، أصبحت كيو أنون واحدة من أبرز نظريات المؤامرة بين مؤيدي ترمب، مدعية أن ترمب كان متورطًا في صراع دام سنوات مع الدولة العميقة. وشمل المؤمنون بها عضوات مجلس النواب مارجوري تايلور جرين ولورين بوبيرت. كما أصبحت نظرية المؤامرة القائلة بأن البيض يتم استبدالهم عمدًا بالمهاجرين بارزة، وروّج لها تاكر كارلسون من قناة فوكس نيوز. وأفاد استطلاع عام 2022 شمل 1500 مستجيب بأن 70% من الجمهوريين يعتقدون بهذه النظرية. [بحاجة لرقم الصفحة]
في جمهورية فايمار، حمّل هتلر اليهود المسؤولية كونهم أحد أسباب الكساد الكبير. وخلال ثلاثينيات القرن الماضي، تراجع الدعم الشعبي للأحزاب الوسطية، واندلع اقتتال سياسي بين الأحزاب اليسارية، مما أدى إلى غياب معارضة موحدة للحزب النازي. وذكرت الكاتبة في مجلة تايم، كريستين آدامز، أنه رغم أن الوضع السياسي الحالي في الولايات المتحدة قد يبدو مشابهًا للوضع في جمهورية فايمار، فإن وجود معارضة متعددة الأيديولوجيات لترمب يعد عاملًا يميز أمريكا عن ألمانيا في ثلاثينيات القرن الماضي.
كتب ديفيد دايزنهاوس أنه رغم رفض حكومة الولايات المتحدة محاولات ترمب لقلب نتائج الانتخابات، فإن حالة الديمقراطية في جمهورية فايمار كانت "قابلة للإنقاذ" حتى أواخر 1932، مما يجعل القياس بين جمهورية فايمار وأمريكا في 2024 قويًا. في ذلك العام، أيدت المحكمة الدستورية الاتحادية قرار الحكومة الألمانية اليمينية بتغيير حكومة بروسيا بموجب بند الطوارئ، مما مهّد لصعود هتلر. وأشار دايزنهاوس إلى أن قرارات المحكمة العليا الأمريكية في فترة ما بعد 2024 قد تؤثر على الديمقراطية الأمريكية كما أثرت قرارات المحكمة الألمانية في الثلاثينيات. كما صرح ترمب باستخدام قانون التمرد لقمع المعارضين إذا أُعيد انتخابه في 2024.

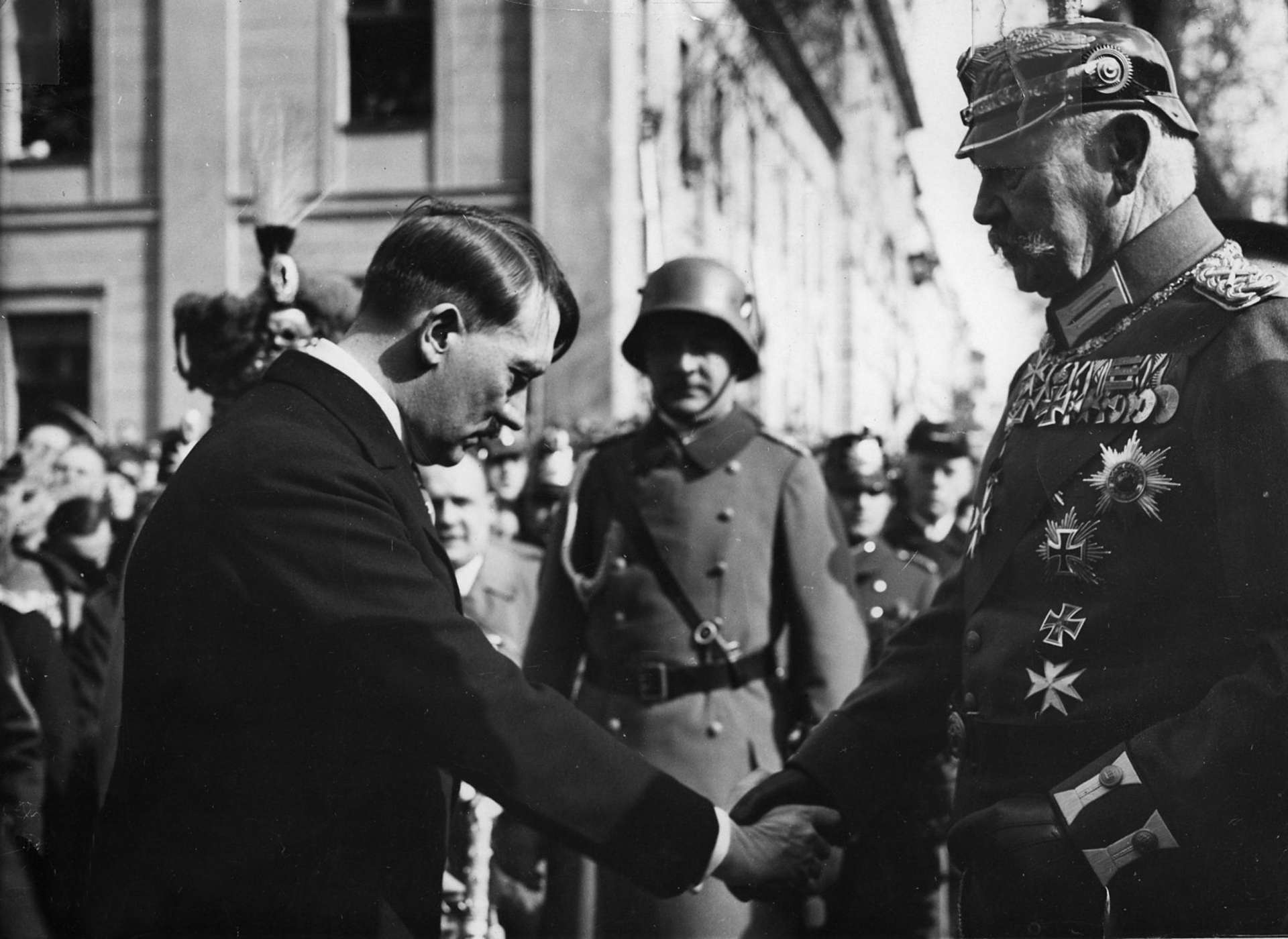
كتب المؤرخ كريستوفر براوننج أنه كما كان المحافظون الألمان، بما فيهم بول فون هيندينبرج (في الصورة)، متواطئين في "الكذبة الكبيرة" التي أطلقها هتلر، فإن الحزب الجمهوري أيضًا يساند "الكذبة الكبيرة" التي أطلقها ترمب حول "مجرمي عام 2020".

كتب مؤرخ الهولوكوست كريستوفر براونينغ في عام 2022 أن ظهور حكومة استبدادية بقيادة ترمب وحلفائه الجمهوريين في الولايات المتحدة سيشبه ديمقراطية غير ليبرالية أكثر من دكتاتورية نازية. وأشار براونينغ إلى أن تعيين منكري الانتخابات في مناصب رئيسية كان "تحذيرًا مشؤومًا"، وأن سلوك الحزب الجمهوري يعكس محاولة "ثورة قانونية"، وهو مصطلح صاغه كارل ديتريش براشر لوصف مسارات الحزب النازي للاستيلاء على السلطة بعد محاولة انقلاب هتلر الفاشلة في 1923.
بعد خسارة هتلر في انتخابات الرئاسة عام 1932 بهامش 6 ملايين ناخب، زعم تزوير الانتخابات وتوجه إلى المحكمة للطعن في النتائج، مدعيًا أن حزبه حصل على مليونين صوت إضافيين. رُفضت قضيته بعد أن ذكر أحد القضاة أن الهامش الكبير يجعل التزوير غير ممكن. وفي ذلك الوقت، نشرت صحيفة نيويورك تايمز مقالًا بعنوان "هتلر يطعن في صحة الانتخابات".

## استحضار المقارنة

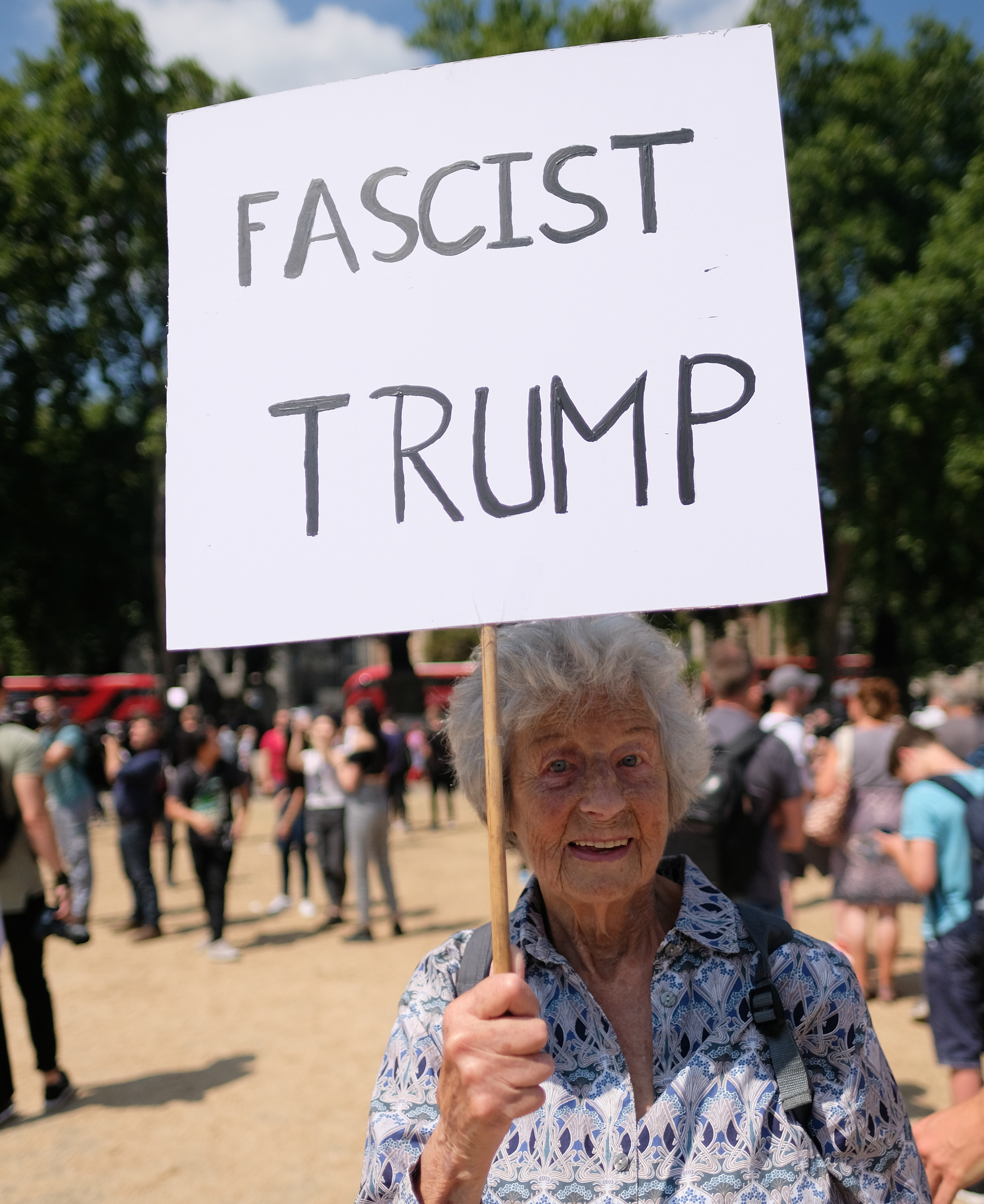
امرأة مسنة تحمل لافتة ورقية بيضاء مثبتة على عصا. تحمل اللافتة نصًا مكتوبًا بخط اليد "ترمب الفاشي".

### قبل هجوم مبنى الكابيتول
وصف فلاسفة مثل جوديث بتلر،  ونعوم تشومسكي ترمب بأنه فاشي. وفي عام 2017، نشر مؤرخ الهولوكوست تيموثي د. سنايدر كتابًا بعنوان حول الاستبداد، يحذر فيه من العلامات الخطيرة للفاشية في عهد ترمب. وحلل المنظر السياسي ويليام إي. كونولي جاذبية ترمب الخطابية للطبقة العاملة، مستكشفًا أوجه التشابه بينها وبين الخطاب الفاشي. وفي كتابها الصادر عام 2018 بعنوان "الفاشية: تحذير" أشارت وزيرة الخارجية الأمريكية السابقة والأستاذة في ممارسة الدبلوماسية في كلية الخدمة الخارجية بجامعة جورجتاون آنذاك مادلين أولبرايت إلى دونالد ترمب عدة مرات؛ ورفضت أن تحدد ترمب مباشرة بأنه فاشي، بينما قارنت خطابه وأساليبه بالقادة الفاشيين، ووصفته بأنه أول رئيس أمريكي حديث مناهض للديمقراطية. وفي عام 2018 كتب الناقد الثقافي الأمريكي الكندي هنري جيرو مقالًا يربط بين مواضيع الفاشية والشعبوية اليمينية وترمب والقومية البيضاء والتعليم والسياسة. وفي عام 2018 نفى إيوان ماكجوفي في المجلة البريطانية للدراسات القانونية الأمريكية أن تكون حركة ترمب فاشية حقًا لأنها كانت "معادية للغاية لرفاهية المقربين"، وسلط الضوء على قرارات المحكمة العليا في قضيتي "المواطنون المتحدون ضد اللجنة الانتخابية الفيدرالية" و"باكلي ضد فاليو" باعتبارها اعتداءً على الديمقراطية واتجاهًا طويل الأمد نحو الفاشية. وذكر ماكجوفي أن قرارات المحكمة أدت إلى انتخاب ترمب لكن سياسات ترمب كانت أضعف من أن تكون فاشية، ووصفها بدلًا من ذلك بأنها "فاشية لايت". وفي كتابه "كيف تعمل الفاشية" كتب جيسون ستانلي أن ترمب استخدم "أساليب فاشية لإثارة قاعدته وتقويض المؤسسات الديمقراطية الليبرالية".  وكتب دوجلاس كيلنر مؤلف كتاب "الكابوس الأمريكي: دونالد ترمب، ومشهد الإعلام، والشعبوية الاستبدادية" أن ترمب يشبه موسوليني أكثر من هتلر.

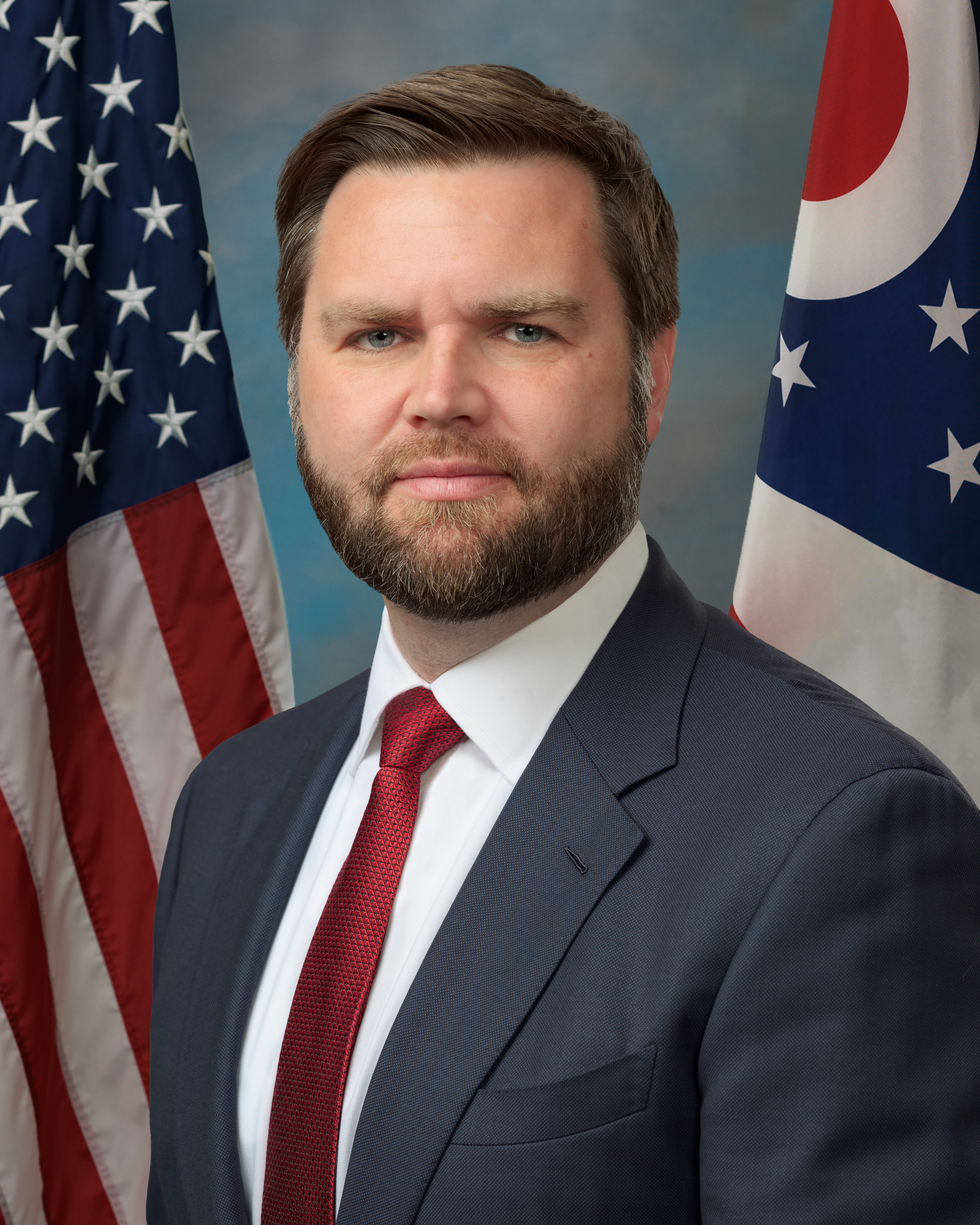
في عام 2016، قال جيه دي فانس: "أتردد بين الاعتقاد بأن ترمب وغد ساخر مثل نيكسون... أو أنه هتلر أمريكا".

بعد أن دعا ترمب إلى فرض حظر سفر على المسلمين في أواخر عام 2015، وصفته بعض الشخصيات الديمقراطية والجمهورية بأنه فاشي، بما في ذلك الناشطون المحافظون ماكس بوت وروبرت كاجان وبريت ستيفنز وجون نونان وحاكم ولاية فيرجينيا السابق جيم جيلمور والسياسي الليبرتاري غاري جونسون. وأشارت الحاكمة الجمهورية السابقة كريستين تود ويتمان إلى دعوات ترمب لحظر السفر بأنها "نوع الخطاب الذي سمح لهتلر بالمضي قدمًا".  قارن المعلق المحافظ غلين بيك ترمب بهتلر في عام 2016، ووصفه بالخطير. وصرح الحاكم الجمهوري السابق لولاية فيرجينيا جيم جيلمور بأن خطط ترمب لإنشاء "قوة ترحيل" كانت "حديثًا فاشيًا"،  وقال جي دي فانس في عام 2016 إنه رأى ترمب إما سياسيًا مثل ريتشارد نيكسون أو "هتلر أمريكا"، واصفًا إياه أيضًا بأنه "مستهجن". وعلى الرغم من ذلك، فقد خاض الانتخابات إلى جانب ترمب في حملته الرئاسية لعام 2024. قال الباحث في الفاشية فيديريكو فينشلشتاين عن ترمب: "تصبح الفاشية أحيانًا سمة لوصف شخص متعصب أو شمولي أو حتى عنصري... عند التعامل مع جزء مهم من الأمة مثل الإسبان، أعتقد أنه بالتأكيد يناسب هذه الفئات".
قارن السياسي الأمريكي روبرت كينيدي جونيور ترمب بكل من هتلر وموسوليني، ووصفه بأنه "تهديد للديمقراطية" في أبريل 2024 وأيد الاقتراح بأن بعض أنصار قاعدة ترمب كانوا "نازيين صريحين". وقال في ديسمبر 2016 إن ترمب كان مختلفًا عن هتلر في جانب واحد على الأقل، وهو أن "هتلر كان مهتمًا بالسياسة". كما شبّه كينيدي ترمب بالأب كوفلين، وهو مذيع إذاعي أمريكي متعاطف مع النازيين من ثلاثينيات القرن الماضي. وفي عام 2024، أيد كينيدي ترمب في انتخابات الرئاسة، والذي رشحه لاحقًا لمنصب وزير الصحة والخدمات الإنسانية.
قالت إيفا شلوس وهي أخت آن فرانك غير الشقيقة، في عام 2016 إن ترمب كان "يتصرف مثل هتلر آخر".  في عام 2020، ذكر الصحفي الأمريكي ريتش بنيامين أن حركة ترمب السياسية "مفعمة بالفاشية". وصف البروفيسور نيكولاس دي جينوفا ترمب بأنه زعيم "حركة فاشية تؤمن بتفوق البيض" وفحص نظرية المؤامرة حول مكان ولادة أوباما التي روج لها ترمب، وخطابه العنصري، والأكاذيب حول تزوير الانتخابات، وسياساته المناهضة للهجرة، وأحداث الإرهاب وتفوق البيض التي حدثت خلال فترة رئاسته، بالإضافة إلى استسلام الجمهوريين للترمبية، مما يشير إلى أن كل ذلك يمثل ميلاد روح الحرب الأهلية، حيث "كل شيء مباح".

### بعد هجوم مبنى الكابيتول
في أعقاب الاعتداء على مبنى الكابيتول في السادس من يناير، أعلن روبرت باكستون، الذي كان يرفض في السابق وصف ترمب بأنه فاشي، أن هذا الوصف بات ضروريًا الآن. وقد دافع ماتياس جارديل عن هذا الرأي، مؤكدًا أن حملة ترمب "لنجعل أمريكا عظيمة مرة أخرى" قد ركزت على رؤى فاشية لإحياء الأمة، مشيرًا إلى أن هتلر وموسوليني قد تم تجاهل طبيعتهما الفاشية في بداية صعودهما، إذ وصفهما المعلقون بأنهم مجرد "مغرورين ومتفاخرين وبهلوانات".
كما أشار ديفيد رينتون إلى أن شخصيات كهتلر وموسوليني وموزلي لم تظهر ميولهم الفاشية دفعة واحدة، بل تطورت هذه الميول مع مرور الزمن، ورأى أن أحداث السادس من يناير كانت بمثابة ناقوس خطر لأمريكا، كاشفة عن هشاشتها أمام الاستبداد. وزعمت ماريا بوكور أن ترمب قد سهل "ظهور التعاطف الفاشي". ودعا برايان هيوز إلى إجراء المزيد من الدراسات حول الترمبية والسمات الفاشية في شخصية ترمب، مستخدمًا المصطلحات اللاكانية، وادعى أن ترمب "لم يقتصر على استيفاء معايير القائد القوي الكاريزمي، بل تجاوزها". 
ذكرت روث ووداك أنه في حين يطبق خطاب ترمب "ممارسات خطابية بارزة تعكس الفاشية"، إلا أنها ترى أن الخوض في "مناقشات مصطلحية بحتة" ليس بالأمر المثمر. وبدلًا من ذلك، دعت إلى إجراء دراسة أوسع نطاقًا للسياقات الاجتماعية والسياسية والتاريخية والموقفية التي تحيط بترمب، بالإضافة إلى الأيديولوجيات التي يتبناها المقربون منه مثل ستيف بانون. ويتفق راؤول كارستوسيا مع هذا الرأي، إذ يرى أن ترمب "تبنى سمات أيديولوجية وأسلوبية فاشية دون أن يتبنى الدافع الثوري المميز للفاشية الكلاسيكية". ويضيف كارستوسيا أن التساؤل حول ما إذا كان ترمب "فاشياً" أم لا قد يكون أقل أهمية من التأثير الكبير الذي أحدثه في تطرف الحزب الجمهوري وجمعه لفاشيين حقيقيين بهدف الإطاحة العنيفة بالمؤسسة. ويشير كارستوسيا إلى أن ترمب قد يمثل أو لا يمثل "نسخة محدثة من الفاشية الكلاسيكية في عصرنا الرقمي، ما بعد الفاشية". 
في كتاب "الفاشية في أمريكا" الذي صدر عقب أحداث السادس من يناير، أشارت روث بن غيات إلى أن "ترمب يمكن تصنيفه ضمن الفاشيين، إذ يختلف عن جميع الرؤساء الأمريكيين السابقين بتبنيه هدفًا صريحًا يتمثل في تقويض الديمقراطية داخليًا، وعزل أمريكا عن الشبكات الدولية الديمقراطية، والتحالف مع الأنظمة الاستبدادية التي يمعن في الإعجاب بها، مثل نظام بوتين".  وأضافت بن غيات أنها "بدأت في دراسة ترمب منذ عام 2015، لأن كل ما يفعله بدا مألوفًا لي كباحثة تخصصت في دراسة الفاشية لعقود طويلة: التجمعات الحاشدة، والهجمات الشرسة على الصحافة، والأكاذيب المتكررة، وأقسام الولاء، والتصريحات العدوانية، والحاجة الماسة للهيمنة والإذلال". 

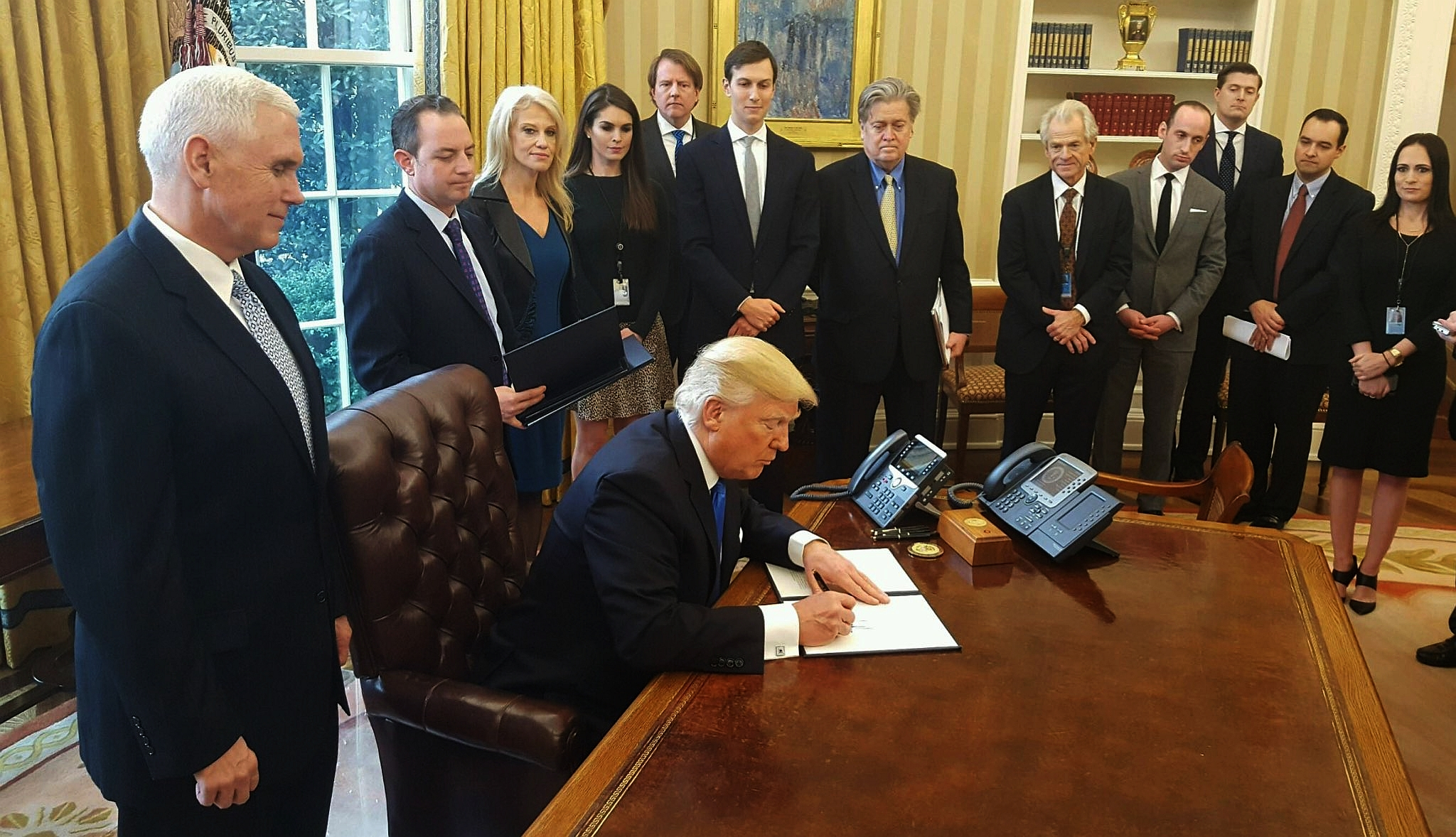
قال ستيف بانون، المستشار السابق لترمب (يمين الوسط، قميص أزرق)، إنه فكر "هذا هو هتلر" عندما رأى ترمب ينزل من مصعد برج ترمب في عام 2015.

في كتابه "التمرد"، يستشهد جيريمي دبليو بيترز بأقوال موظف سابق في فريق ترمب، حيث قام هذا الموظف بمقارنة ترمب بهتلر. نقل بيترز عن بانون قوله إن تقديم مساعدي ترمب لبيانات استطلاع مضللة له خلال انتخابات عام 2020 كان "كأن يقدموا لهتلر تقارير كاذبة عن وجود قوات مدرعة وهمية بينما كان البرلمان يحترق". ووفقًا للكتاب، وصف بانون رؤية ترمب وهو ينزل من المصعد في نيويورك بأنها استحضرت لديه مشهدًا من فيلم "انتصار الإرادة" يظهر فيه هتلر وهو ينزل من طائرته وسط حشد من المؤيدين. وذكر بانون لبيترز أنه فكر حينها: "هذا هو هتلر"، قاصدًا بذلك الإشادة بترمب.
ذكر المؤلف هينك دي بيرج في كتابه "ترمب وهتلر: دراسة مقارنة في الكذب" وجود "فروق شاسعة" بين ترمب وهتلر، مع الإشارة إلى وجود تشابهات في أساليب الخطاب التي يتبعها كلاهما. وأوضح دي بيرج أن "غالبية مؤيدي كل منهما يعبرون عن استياءهم من الوضع الراهن لأسباب متعددة كالعولمة والتحول الرقمي، مما يدفعهم إلى السعي لتغيير النظام، وهنا يظهر مرشح يعارض المؤسسة ولا يتقيّد بالصيغ السياسية المتعارف عليها".
من جانبه، صرح مايك جودوين، واضع قانون جودوين، في عام 2023 بأن "ترمب يضع نفسه في موقف يجعل المقارنة بهتلر أمرًا واردًا". وأضاف جودوين: "يمكن القول إن ملاحظة حشرة أو ملاحظة تسمم في الدم قد تكون مصادفة، ولكن ملاحظة كليهما معًا يشير بوضوح إلى وجود مشكلة حقيقية، ولا يمكن تفسير ذلك بالمصادفة المحضة".

### خلال الحملة الرئاسية 2024
ازدادت المقارنات بين ترمب والفاشية التي أجرتها وسائل الإعلام الرئيسية بشكل كبير في عامي 2023 و2024،  وخلال حملته الرئاسية لعام 2024، وصف عدد متزايد من العلماء والمؤرخين والمعلقين والسياسيين والمسؤولين السابقين في إدارة ترمب والجنرالات ترمب بأنه فاشي.
وصف جون إف. كيلي ترمب بأنه فاشي، وكان قد شغل منصب كبير موظفي البيت الأبيض في عهد رئاسة ترمب. بالإشارة إلى تعريف الفاشية كأيديولوجيا يمينية متطرفة سلطوية تتضمن عناصر من القومية المتطرفة وزعيمًا دكتاتورياً، صرح كيلي بأن ترمب "بالتأكيد" يستوفي تعريف الفاشية،  مما يجعله أول رئيس يوصف بأنه فاشي من قبل مستشار كبير اختاره بنفسه سابقاً. وفي أعقاب تصريحات كيلي، ذكرت كارين جان بيير أن رئيس الولايات المتحدة جو بايدن وافق على التأكيد بأن ترمب فاشي. كما صرحت كامالا هاريس، نائبة بايدن ومنافسة ترمب في انتخابات 2024م، بأنها تعتبر ترمب فاشيًا. وقّع ثلاثة عشر مسؤولًا سابقًا في إدارة ترمب على رسالة مفتوحة يوافقون فيها على تصريحات كيلي. كما وافق مارك إسبر وزير الدفاع في عهد ترمب، مع كيلي، قائلًا إن ترمب يستوفي تعريف الفاشي ولديه غرائز فاشية. بالإضافة إلى ذلك وصف مارك ميليالرئيس السابق لهيئة الأركان المشتركة، ترمب بأنه "فاشي حتى النخاع".
وصف كورنيل ويست ترمب بأنه فاشي،  وعرّف الأستاذ ووزير العمل السابق روبرت رايخ ترمب علنًا بأنه فاشي. وذكرت مجلة الإيكونوميست أنه من المعقول وصف ترمب بأنه تجسيد حديث للفاشية. وذكر هوارد فرينش أن ترمب فاشي لكنه تساءل عما إذا كانت هذه الرسالة ستساعد الديمقراطيين على الفوز في انتخابات عام 2024. وصف بيتر بيكر ترمب بأنه الرئيس الذي قوّض الديمقراطية بقوة في الداخل بينما تبنى المستبدين في الخارج.

## انتقاد المقارنة
ذكرت مجلة "الفكر النقدي الدولي" في عام 2017 أن إدارة ترمب لم تكن تتمتع بالهيمنة ولا الفاشية، لكنها أشارت إلى صعود حركة قومية يمينية. صرح بنيامين آر. تيتلبوم بأنه "يرفض بشكل قاطع استخدام مصطلح فاشي لوصف ترمب لأسباب معرفية وتربوية"، معتبرًا أن ذلك "نهاية للبحث".  في مقال له في صحيفة الغارديان، جادل يان فيرنر مولر بأنه يمكن رفض هذا الوصف مع الاعتراف بالمخاطر التي يخلقها ترمب على الديمقراطية. من جهته، جادل جيف بوشيه، في مقال له على موقع "ذا كونفرزيشن"، بأن ترمب يمثل بدلًا من ذلك "سلطوية جديدة" تعتمد على الإدارة بدلًا من القوات شبه العسكرية لتقويض الديمقراطية،  وهو تعريف أيدته صحيفة "ذا هيرالد". في مقابلة مع المؤرخ جوشوا زيتز، ذكرت دانيال شتاينميتز-جينكينز، المؤرخة في جامعة ويسليان، أنها تعتقد أن ترمب لديه رؤية سلطوية وغير ليبرالية، لكنها لم تكن متأكدة مما إذا كان ترمب فاشيًا، ولكن "عدم تأطيره بهذه الطريقة لا يعني على الإطلاق أنه ليس تهديدًا".
من جانبه، جادل جاكوب سولوم في مجلة ريزون بأن دوافع ترمب الاستبدادية المتهورة (والتي يرى أنها تسقطه من الأهلية) تسترشد فقط بالمصلحة الذاتية وأنه ليس أيديولوجيًا بما يكفي ليُطلق عليه لقب فاشي. جادل روجر جريفين أيضًا بأن ترمب أظهر بعضًا من سمات الفاشية وليس كلها، وأن أفعاله في 6 يناير لم تكن أفعال زعيم فاشي بل أفعال حكم الغوغاء. 
رفض المؤرخ ريتشارد جي إيفانز المقارنات بالفاشية. في عام 2018، كتب مراجعة سلبية لكتابي أولبرايت وسنايدر ووصفهما بأنهما يقدمان وجهة نظر "غامضة ومشوشة" حول ما يحدد الفاشية.
في عام 2020 تواصلت فوكس مع مجموعة من الخبراء في الفاشية للحصول على وجهة نظرهم، حيث رفض معظمهم المقارنة لكنهم أعربوا عن قلقهم بشأن ميول ترمب السلطوية والعنيفة.
في أعقاب محاولة اغتيال دونالد ترمب في ولاية بنسلفانيا، زعم بعض الجمهوريين بمن فيهم المرشح لمنصب نائب الرئيس جيه دي فانس،  وستيفن ميلر،  وروبرت كينيدي جونيور،  بأن مقارنة ترمب بفاشي أو نازي يمكن أن تحرض على العنف.  وصفت سوزان بينش، المديرة المؤسسة لمشروع الكلام الخطير، مثل هذه المقارنات بأنها "اتهام المعيب للعائب"، وأشارت إلى أن استخدام ترمب المستمر للخطاب التحريضي ضد الديمقراطيين لم يتوقف. وردًا على وصف جون ف. كيلي ومارك ميلي لترمب بأنه فاشي، رفض فانس ادعاءاتهما ووصفهما بأنهما "موظفان سابقان ناقمان".

## طالع أيضًا
- تعاريف الفاشية
- التدهور الديمقراطي في الولايات المتحدة
- النازية في الأمريكيتين
- القومية المحافظة
- يمين راديكالي (الولايات المتحدة)
- سلطوية يمينية
- متلازمة اضطراب ترمب

### الاستشهادات
1. 1 2    - Homans 2024: "No major American presidential candidate has talked like he now does at his rallies—not Richard Nixon, not George Wallace, not even Donald Trump himself."
  - Bender & Gold 2023
  - Lehmann 2023
  - Basu 2023
  - Cassidy 2023
  - Lutz 2023
  - Browning 2023
  - Kim & Ibssa 2023
  - Ward 2024: "It's a stark escalation over the last month of what some experts in political rhetoric, fascism, and immigration say is a strong echo of authoritarians and Nazi ideology."
  - Applebaum 2024: "In the 2024 campaign, that line has been crossed. ... The deliberate dehumanization of whole groups of people; the references to police, to violence, to the 'bloodbath' that Trump has said will unfold if he doesn't win; the cultivation of hatred not only against immigrants but also against political opponents—none of this has been used successfully in modern American politics. But neither has this rhetoric been tried in modern American politics."
  - Rubin 2024
  - Brooks 2024: "Trump, however, has also used the term fascist to describe Harris as he has doubled down on his insults against Harris and ratcheted up the intensity of his own rhetoric against political opponents. 'She's a marxist, communist, fascist, socialist', Trump said at a rally in Arizona in September. Johnson and McConnell made no mention of Trump's rhetoric in their statement, keeping the focus on their political rival."
  - Schmidt 2024
  - Balk 2024
2. 1 2  Langer، Gary؛ Sparks، Steven (25 أكتوبر 2024). "Half of Americans see Donald Trump as a fascist: POLL". ABC News. مؤرشف من الأصل في 2024-11-05. اطلع عليه بتاريخ 2024-10-25.
3. ↑  Panton, Kenneth J. (23 Aug 2022). "Trump, Donald John". Historical Dictionary of the United States (بالإنجليزية). Rowman & Littlefield. ISBN:978-1-5381-2420-8. Archived from the original on 2023-11-06. Retrieved 2024-12-27.
4. ↑  "Presidential Election Results Map: Trump Wins". نيويورك تايمز (بالإنجليزية). 5 Nov 2024. ISSN:0362-4331. Archived from the original on 2024-11-05. Retrieved 2024-11-06.
5. ↑  Blackburn، Simon (2016). "fascism". A Dictionary of Philosophy (ط. 3rd). دار نشر جامعة أكسفورد. ISBN:978-0-19-873530-4. اطلع عليه بتاريخ 2024-09-21.
6. ↑  Illing, Sean (29 Jan 2021). "American fascism isn't going away". Vox (بالإنجليزية). Archived from the original on 2024-11-02. Retrieved 2024-10-30.
7. ↑  Orwell, George (1944). "What is Fascism?" (بالإنجليزية). Tribune. Archived from the original on 2024-11-13. Retrieved 2024-09-21.
8. ↑  Jackson 2021، صفحات 1–2.
9. 1 2  Maher، Henry (2023). "Neoliberal fascism? Fascist trends in early neoliberal thought and echoes in the present". Contemporary Political Theory. ج. 23 ع. 3: 392–410. DOI:10.1057/s41296-023-00657-x. ISSN:1470-8914. اطلع عليه بتاريخ 2024-12-27.
10. ↑  Bump، Philip (نوفمبر 2024b). "For nearly half of Trump voters, overt appreciation of Hitler is acceptable". The Washington Post. مؤرشف من الأصل في 2024-11-05. اطلع عليه بتاريخ 2024-11-20. ... poll respondents were asked what they would do if a candidate they supported said that Hitler had done some good things.... Among those who said they plan to vote for Trump this year, just under half said they would vote for the candidate anyway.... On the other hand, only a fifth of Americans think that Trump sees Hitler as completely bad — a percentage that's pushed up by the just under 4 in 10 Republicans who believe that's his position.
11. 1 2 3  Runciman 2024.
12. ↑  Miller, Zeke; Long, Colleen; Eeggert, David (21 Nov 2020). "Trump tries to leverage power of office to subvert Biden win". أسوشيتد برس (بالإنجليزية). Archived from the original on 2020-11-28. Retrieved 2024-09-21.
13. ↑  Acemoglu, Daron (30 Aug 2024). "The Trump Threat to Democracy Has Only Grown". Project Syndicate (بالإنجليزية). Archived from the original on 2024-09-21. Retrieved 2024-09-21.
14. 1 2  Chait 2024.
15. ↑  Cockburn, Patrick (4 Nov 2020). "Trump's bid to stop the count risks turning America into an 'illiberal democracy' like Turkey". ذي إندبندنت (بالإنجليزية). Archived from the original on 2021-06-25. Retrieved 2024-09-21.
16. ↑  Connolly، William E. (2017). Aspirational fascism: the struggle for multifaceted democracy under Trumpism. Forerunners. Minneapolis: University of Minnesota Press. ص. 7. ISBN:978-1-5179-0512-5. اطلع عليه بتاريخ 2025-01-10.
17. ↑  Neuborne, Burt (2019). When at Times the Mob is Swayed: A Citizen's Guide to Defending Our Republic (بالإنجليزية). New Press. p. 32. ISBN:978-1-62097-358-5. Archived from the original on 2024-11-13. Retrieved 2024-12-27.
18. ↑  Colvin & Barrow 2023; Bender & Gold 2023; Stone 2023; Baker 2023
19. ↑  Ibrahim، Nur (5 ديسمبر 2022). "Did Trump Say Election Fraud Allows for 'Termination' of US Constitution?". سنوبس.كوم. مؤرشف من الأصل في 2023-05-31. اطلع عليه بتاريخ 2023-12-09. In sum, Trump posted on Truth Social that, what he believed to be, election fraud in the 2020 presidential election allows "for the termination of all rules, regulations, and articles, even those found in the Constitution." For that reason, we rated this claim "Correct Attribution."
20. ↑  Astor، Maggie (4 ديسمبر 2022). "Trump's Call for 'Termination' of Constitution Draws Rebukes". نيويورك تايمز. ISSN:0362-4331. مؤرشف من الأصل في 2022-12-04. اطلع عليه بتاريخ 2022-12-04.
21. ↑  
  - Ronaldi 2023
  - Graham 2023
  - Wren 2023
  - Jackson 2023
  - Gold 2023
  - Alfero 2023
22. ↑  Swan، Jonathan؛ Savage، Charlie؛ Haberman، Maggie (15 يونيو 2023). "The Radical Strategy Behind Trump's Promise to 'Go After' Biden". نيويورك تايمز. مؤرشف من الأصل في 2023-12-09. اطلع عليه بتاريخ 2023-12-09.
23. ↑  Arnsdorf، Isaac؛ Dawsey، Josh؛ Barrett، Devlin (5 نوفمبر 2023). "Trump and allies plot revenge, Justice Department control in a second term". واشنطن بوست. مؤرشف من الأصل في 2023-11-05. اطلع عليه بتاريخ 2023-12-10.
24. ↑  Fields، Gary (27 نوفمبر 2023). "Trump hints at expanded role for the military within the US. A legacy law gives him few guardrails". أسوشيتد برس. مؤرشف من الأصل في 2023-12-10. اطلع عليه بتاريخ 2023-12-10.
25. 1 2  Vazquez، Maegan (13 أكتوبر 2024). "Trump urges using military to handle 'radical left lunatics' on Election Day". واشنطن بوست. ISSN:0190-8286. اطلع عليه بتاريخ 2024-10-13.
26. ↑  Gonzalez Cedillo, Joel Ivan (31 Mar 2021). "Ideological Consistency and Ideological War: American Fascism vs Antifascism – January 2021". Bulletin of Kemerovo State University. Series: Political, Sociological and Economic Sciences (بالإنجليزية). 2021 (1): 10–18. DOI:10.21603/2500-3372-2021-6-1-10-18. ISSN:2500-3372. Archived from the original on 2024-06-03. Retrieved 2024-11-14.
27. ↑  Smith، Evan (6 يونيو 2020). "Today's Antifa-obsessed hard right politicians are rehashing the ideas of 1930s fascists". ذي إندبندنت. مؤرشف من الأصل في 2023-05-02. اطلع عليه بتاريخ 2024-11-14. The characterisation of opposition to fascism as terrorism is not new. It was a regular feature of fascist rhetoric in the 1930s. أوزوالد موزلي's اتحاد الفاشيين البريطاني routinely referred to anti-fascist actions against them as "red terrorism" while portraying themselves as the defenders of free speech. A 1936 edition of the BUF's Blackshirt newspaper... proclaimed: "In two years, the Blackshirt spirit has triumphed. In two short years Red Terrorism and its Jew and Soviet inspired gangs have lost their dominion of the streets of East London... Fascism won the freedom of the streets."
28. ↑  Jackson 2021، صفحة 5.
29. 1 2  Tourish 2024.
30. ↑  Blake، Aaron (24 سبتمبر 2024). "Trump keeps talking about criminalizing dissent". واشنطن بوست. مؤرشف من الأصل في 2024-09-27. اطلع عليه بتاريخ 2024-10-01.
31. ↑  Kapur، Sahil (13 أكتوبر 2024). "'Totally illegal': Trump escalates rhetoric on outlawing political dissent and criticism". إن بي سي نيوز. مؤرشف من الأصل في 2024-10-13. اطلع عليه بتاريخ 2024-10-13.
32. ↑  "Retired US general likens Trump's attacks on military to Nazi Germany". The Independent. سبتمبر 2023. مؤرشف من الأصل في 2024-12-16. اطلع عليه بتاريخ 2024-12-27.
33. ↑  Macias, Amanda (25 Sep 2023). "Trump and GOP Rep. Gosar suggest Joint Chiefs boss Mark Milley deserves death". سي إن بي سي (بالإنجليزية). Archived from the original on 2024-12-13. Retrieved 2024-11-06.
34. ↑  Dress, Brad (27 Sep 2023). "Trump's threats to Milley fuel fears he'll seek vengeance in second term". The Hill (بالإنجليزية). Archived from the original on 2024-11-13. Retrieved 2024-11-06.
35. ↑  DeVega، Chauncey (14 يوليو 2023). "Be very afraid: Trump's "Agenda 47" is no joke. This is not a joke or funny: You should be very afraid of Trump's fascist Agenda 47 plan". صالون (موقع إنترنت). مؤرشف من الأصل في 2024-04-02. اطلع عليه بتاريخ 2024-11-03. (...) In many ways, Agenda 47 is a continuation of the fascist and other authoritarian policies Trump put in place during his first regime but now made even more extreme and cruel. (...) But nothing about Agenda 47 is childish, innocent, or funny. Fascism in its various forms is a revolutionary project that draws inspiration from a fictive past and "golden age" in order to destroy the current order and replace with some type of ideal society based upon the authoritarian leader and the movement. Trump's Agenda 47 fits that model almost perfectly. (...)
36. ↑  Baba، Ahmed (6 ديسمبر 2023). "Trump is telling us exactly what he'll do and we should believe him". ذي إندبندنت. مؤرشف من الأصل في 2024-05-15. اطلع عليه بتاريخ 2024-11-03. (...) Let's talk about what he'll actually do on day one if he wins, according to his plans outlined in Agenda 47, the comprehensive plans outlined by his allies working on Project 2025, and media reporting sourced directly from people in his campaign. (...) All of this can only be characterized as the agenda of a wannabe dictator. That's not hyperbole. Countless authoritarian experts have raised alarms, comparing Trump's rhetoric and plans to those of 20th-century fascists. (...)
37. ↑  Polychroniou، C. J. (28 يوليو 2024). "With Project 2025 and Agenda 47, the USA's Coups Come Home to Roost". Common Dreams. مؤرشف من الأصل في 2024-09-14. اطلع عليه بتاريخ 2024-11-03. (...) More important, while Trump and his campaign staff have pointed out that Agenda 47 is their official policy platform for the 2024 presidential election, Project 2025 and Agenda 47 have a lot of overlap in terms of ideas and policy plans. They both contain plans for the reshaping of U.S. government and civil society that can only be described as "fascist." They both assert that the mission they serve is to rescue the country from the influence of the radical left. (...)
38. 1 2  Ben-Ghiat، Ruth (أغسطس 2024). "Mussolini, Trump and What Assassination Attempts Really Do". Politico. مؤرشف من الأصل في 2024-09-23. اطلع عليه بتاريخ 2024-11-19.
39. ↑  Camaiti Hostert، Anna؛ Cicchino، Enzo Antonio؛ Tamburri، Anthony Julian؛ Marciasini، Christine (2023). Trump and Mussolini: images, fake news, and mass media as weapons in the hands of two populists. The Fairleigh Dickinson University Press series in Italian studies. Vancouver; Madison: Fairleigh Dickinson University Press. ص. 52. ISBN:978-1-68393-366-3. مؤرشف من الأصل في 2024-11-13. اطلع عليه بتاريخ 2024-12-27.
40. ↑  Dreisbach، Tom؛ Fadel، Leila (22 أكتوبر 2024). "Trump makes more than 100 threats to prosecute or punish perceived enemies". الإذاعة الوطنية العامة. مؤرشف من الأصل في 2024-11-15. اطلع عليه بتاريخ 2024-11-15.
41. 1 2 3 4 5 6 7 8 9 10  Baker، Peter (أكتوبر 2024). "Amid Talk of Fascism, Trump's Threats and Language Evoke a Grim Past". نيويورك تايمز. مؤرشف من الأصل في 2024-11-07. اطلع عليه بتاريخ 2024-10-29.
42. ↑  Glasser, Susan B.; Baker, Peter (8 Oct 2022). "Inside the War Between Trump and His Generals". The New Yorker (بالإنجليزية). ISSN:0028-792X. Archived from the original on 2022-08-11. Retrieved 2024-11-09.
43. ↑  Date, S. V. (4 Jun 2020). "Trump Went Full-On Fascist For A Photo-Op. What's He Willing To Do To Keep Power?". هافينغتون بوست (بالإنجليزية). Archived from the original on 2024-05-14. Retrieved 2024-11-09.
44. 1 2  Morini 2020: "The president described right-wing extremists as "very fine people" (Jacobs & Laughland, 2017), encouraged supporters to "knock the crap out of protestors" (White, 2016), and endorsed attacks on the press by his party's congressional representatives (BBC News, 2018). And he has a history of calling for violent acts against those who protest at his events that goes back until at least August 2015, those of the very early days of his presidential campaign."
45. ↑    - Abramsky 2024
  - Dreyfuss 2024
  - Saramo 2017
46. ↑  "It Isn't Complicated: Trump Encourages Violence". نيويورك تايمز. 17 مارس 2019. مؤرشف من الأصل في 2024-11-13. اطلع عليه بتاريخ 2024-11-07.
47. ↑  "Trump on Gianforte: 'Any guy who can do a body slam is my kind of guy'". بوليتيكو. 18 أكتوبر 2018. مؤرشف من الأصل في 2024-11-13. اطلع عليه بتاريخ 2024-11-07.
48. ↑  Diamond, Jeremy (23 Jan 2016). "Trump: I could 'shoot somebody and I wouldn't lose voters'" (بالإنجليزية). سي إن إن. Archived from the original on 2024-10-02. Retrieved 2024-11-08.
49. ↑  "Donald Trump Launches Vulgar Attack on Hillary Clinton". إن بي سي نيوز (بالإنجليزية). 22 Dec 2015. Archived from the original on 2024-11-09. Retrieved 2024-11-09.
50. 1 2 3 4 5  Lee, M. J. (24 Nov 2015). "Why some conservatives say Trump talk is fascist" (بالإنجليزية). سي إن إن. Archived from the original on 2024-11-11. Retrieved 2024-11-11.
51. 1 2  Morini 2020.
52. ↑  Abramsky 2024.
53. ↑  Chait, Jonathan (5 Nov 2018). "Trump Isn't Inciting Violence by Mistake, But on Purpose. He Just Told Us". Intelligencer (بالإنجليزية). Archived from the original on 2024-07-27. Retrieved 2024-11-08.
54. ↑  "Trump Went Full-On Fascist For A Photo-Op. What's He Willing To Do To Keep Power?". هافينغتون بوست (بالإنجليزية). 3 Jun 2020. Archived from the original on 2024-11-10. Retrieved 2024-11-09.
55. 1 2  Saramo 2017، صفحة 8.
56. ↑  "Donald Trump warns Sanders: 'Be careful, Bernie'". MSNBC.com (بالإنجليزية). 13 Mar 2016. Archived from the original on 2024-11-13. Retrieved 2024-11-12.
57. 1 2  Dreyfuss 2024.
58. ↑  "Trump's endorsement of violence reaches new level: He may pay legal fees for assault suspect". لوس أنجلوس تايمز (بالإنجليزية). 13 Mar 2016. Archived from the original on 2024-11-11. Retrieved 2024-11-11.
59. ↑  Nichols, Bradley; Guettel, Jens-Uwe; Hake, Sabine; Kucik, Emanuela; Stern, Alexandra Minna; Wiesen, S. Jonathan (2022). "A Reusable Past: The Meaning of the Third Reich in Recent U.S. Discourse". Central European History (بالإنجليزية). 55 (4): 551–575. DOI:10.1017/S0008938922001364. ISSN:0008-9389. Retrieved 2024-12-27.
60. ↑  Kerr، Anne؛ Wright، Edmund (2015). "Munich 'beer-hall' putsch". A Dictionary of World History (ط. 3rd). دار نشر جامعة أكسفورد. ISBN:978-0-19-968569-1. اطلع عليه بتاريخ 2024-09-21.
61. 1 2  Zerofsky، Elisabeth (23 أكتوبر 2024). "Is It Fascism? A Leading Historian Changes His Mind". نيويورك تايمز. مؤرشف من الأصل في 2024-11-13. اطلع عليه بتاريخ 2024-10-25. Paxton, who is 92, is one of the foremost American experts on fascism and perhaps the greatest living American scholar of mid-20th-century European history.
62. ↑  Elizabeth M. Iglesias, "Trump's Insurrection: Pandemic Violence, Presidential Incitement and the Republican Guarantee", 11 U. MIA Race & Soc. Just. L. Rev. 7 (2021) نسخة محفوظة 2024-11-13 على موقع واي باك مشين.
63. 1 2  Morabia, Alfredo (2021). "The Fascist Threat". American Journal of Public Health (بالإنجليزية). 111 (4): 538–539. DOI:10.2105/AJPH.2021.306169. ISSN:0090-0036. PMC:7958011. PMID:33476241. Archived from the original on 2022-12-21. Retrieved 2024-12-27.
64. ↑  DiMaggio, Anthony R. (30 Nov 2021), "Introduction", Rising Fascism in America (بالإنجليزية) (1 ed.), New York: روتليدج (دار نشر), pp. 1–41, DOI:10.4324/9781003198390-1, ISBN:978-1-003-19839-0, Retrieved 2024-11-06
65. ↑  "In Michigan, a Dress Rehearsal for the Chaos at the Capitol on Wednesday". نيويورك تايمز. 2021. مؤرشف من الأصل في 2024-11-16. اطلع عليه بتاريخ 2024-11-06.
66. ↑  Baker، Peter (1 ديسمبر 2022). "Trump Embraces Extremism as He Seeks to Reclaim Office". نيويورك تايمز. ISSN:0362-4331. مؤرشف من الأصل في 2024-04-16. اطلع عليه بتاريخ 2024-07-13. Analysts and strategists see Mr. Trump's pivot toward the far right as a tactic to re-create political momentum ... Mr. Trump has long flirted with the fringes of American society as no other modern president has, openly appealing to prejudice based on race, religion, national origin and sexual orientation, among others ... Mr. Trump's expanding embrace of extremism has left Republicans once again struggling to figure out how to distance themselves from him. (الاشتراك مطلوب)
67. ↑  Swenson، Ali؛ Kunzelman، Michael (18 نوفمبر 2023). "Fears of political violence are growing as the 2024 campaign heats up and conspiracy theories evolve". أسوشيتد برس. مؤرشف من الأصل في 2024-05-11. اطلع عليه بتاريخ 2024-07-13. Trump has amplified social media accounts that promote QAnon, which grew from the far-right fringes of the internet to become a fixture of mainstream Republican politics ... In his 2024 campaign, Trump has ramped up his combative rhetoric with talk of retribution against his enemies. He recently joked about the hammer attack on Paul Pelosi and suggested that retired Gen. Mark Milley, a former Joint Chiefs of Staff chairman, should be executed for treason.
68. ↑  Oreskes، Benjamin (23 مايو 2024). "Trump and GOP repeatedly echo Nazi and far-right ideology as they aim to retake White House". لوس أنجلوس تايمز. ISSN:0458-3035. مؤرشف من الأصل في 2024-06-01. اطلع عليه بتاريخ 2024-06-02.
69. ↑  Peice، Michelle L.؛ Gomez Licon، Adriana (6 مايو 2024). "Donald Trump calls Joe Biden weak on antisemitism, ignoring his own rhetoric". أسوشيتد برس. مؤرشف من الأصل في 2024-05-31. اطلع عليه بتاريخ 2024-06-02.
70. 1 2 3 4  Ward 2024.
71. ↑  "Emeritus Professor Mike Cole". Bishop Grosseteste University. 2024. مؤرشف من الأصل في 2024-11-13. اطلع عليه بتاريخ 2024-11-02.
72. ↑  Cole، Mike (10 أكتوبر 2018). Trump, the Alt-Right and Public Pedagogies of Hate and for Fascism. What is to be Done?. London: روتليدج (دار نشر). DOI:10.4324/9780429467141. ISBN:9780429467141. مؤرشف من الأصل في 2024-06-06. اطلع عليه بتاريخ 2024-12-27. FROM ABSTRACT: Beginning with an examination of the history of traditional fascism in the twentieth century, the book looks at the similarities and differences between the Trump regime and traditional Western post-war fascism. Cole goes on to consider the alt-right movement, the reasons for its rise, and the significance of the internet being harnessed as a tool with which to promote a fascistic public pedagogy. Finally, the book examines the resistance against these discourses and addresses the question of: what is to be done? [The webpage provides abstracts for the Introduction and each one of the 6 chapters.]
73. ↑  Jackson 2021، صفحة 3.
74. ↑  Kim & Ibssa 2023.
75. ↑  LeVine، Marianne (12 نوفمبر 2023). "Trump calls political enemies 'vermin,' echoing dictators Hitler, Mussolini". واشنطن بوست. مؤرشف من الأصل في 2023-11-13. اطلع عليه بتاريخ 2023-11-12.
76. ↑  Dorn، Sara (12 نوفمبر 2023). "Trump Compares Political Foes To 'Vermin' On Veterans Day—Echoing Nazi Propaganda". Forbes. مؤرشف من الأصل في 2023-11-12. اطلع عليه بتاريخ 2023-11-12.
77. 1 2  Cassidy 2023.
78. ↑  Gold، Michael (13 نوفمبر 2023). "After Calling Foes 'Vermin,' Trump Campaign Warns Its Critics Will Be 'Crushed'". نيويورك تايمز. مؤرشف من الأصل في 2025-01-10. اطلع عليه بتاريخ 2023-11-16.
79. ↑  Basu 2023.
80. ↑  Bender & Gold 2023.
81. ↑  Astor، Maggie (17 مارس 2024). "Trump Doubles Down on Migrants 'Poisoning' the Country". نيويورك تايمز. ISSN:0362-4331. مؤرشف من الأصل في 2024-04-25. اطلع عليه بتاريخ 2024-10-26.(الاشتراك مطلوب)
82. ↑  Gabriel 2023; Sullivan 2023; Kim & Ibssa 2023; Layne 2023
83. ↑  Svitek, Patrick (7 Oct 2024). "Trump suggests 'bad genes' to blame for undocumented immigrants who commit murders". واشنطن بوست (بالإنجليزية). ISSN:0190-8286. Archived from the original on 2024-10-07. Retrieved 2024-10-07.
84. ↑  Iati، Marisa (16 مارس 2024). "Trump says some undocumented immigrants are 'not people'". واشنطن بوست. ISSN:0190-8286. مؤرشف من الأصل في 2024-03-16. اطلع عليه بتاريخ 2024-03-17.
85. ↑  Layne، Nathan؛ Slattery، Gram؛ Reid، Tim (3 أبريل 2024). "Trump calls migrants 'animals,' intensifying focus on illegal immigration". رويترز. مؤرشف من الأصل في 2024-06-17. اطلع عليه بتاريخ 2024-04-03. While speaking of Laken Riley – a 22-year-old nursing student from Georgia allegedly murdered by a Venezuelan immigrant in the country illegally – Trump said some immigrants were sub-human. "The Democrats say, 'Please don't call them animals. They're humans.' I said, 'No, they're not humans, they're not humans, they're animals,'" said Trump, president from 2017 to 2021.
86. ↑  Huynh، Anjali؛ Gold، Michael (17 مارس 2024). "Trump Says Some Migrants Are 'Not People' and Predicts a 'Blood Bath' if He Loses". نيويورك تايمز. ISSN:0362-4331. مؤرشف من الأصل في 2024-04-23. اطلع عليه بتاريخ 2024-10-26.(الاشتراك مطلوب)
87. 1 2  Oliphant 2024.
88. ↑  Gold 2024; Hutzler 2024; Reid 2024; Oliphant 2024
89. ↑  Mathias, Christopher (20 Sep 2024). "Trump Used An Alarming Word — And Most People Missed It". هافينغتون بوست (بالإنجليزية). Archived from the original on 2024-11-07. Retrieved 2024-11-08.
90. ↑  "Trump's Madison Square Garden event features crude and racist insults". أسوشيتد برس (بالإنجليزية). 27 Oct 2024. Archived from the original on 2024-12-15. Retrieved 2024-10-28.
91. ↑  Gabbatt, Adam; Pilkington, Ed (28 Oct 2024). "Trump fills Madison Square Garden with anger, vitriol and racist threats". الغارديان (بالإنجليزية). ISSN:0261-3077. Retrieved 2024-10-28.
92. ↑  Holland, Mason & Oliphant 2024; Pellish 2024; Suter 2024; Bump 2024a; Matthews 2024; Capehart 2024
93. ↑  Tensley، Brandon (22 سبتمبر 2020). "The dark subtext of Trump's 'good genes' compliment". سي إن إن. مؤرشف من الأصل في 2024-05-23. اطلع عليه بتاريخ 2024-11-10.
94. ↑  Scherer، Michael؛ Dawsey، Josh. "Trump cites as a negotiating tool his policy of separating immigrant children from their parents". واشنطن بوست. مؤرشف من الأصل في 2018-06-18. اطلع عليه بتاريخ 2024-10-29.
95. ↑  Ramirez، Fernando (14 يونيو 2018). "Movement to call migrant detention centers 'concentration camps' swells online". هيوستن كرونيكل. مؤرشف من الأصل في 2024-09-10. اطلع عليه بتاريخ 2024-10-29.
96. 1 2  Touchberry، Ramsey (15 يونيو 2018). "Almost 45 children a day are being taken from their families and placed in immigrant detention centers: Report". نيوزويك. مؤرشف من الأصل في 2024-05-05. اطلع عليه بتاريخ 2024-10-29.
97. ↑  Harris، Lindsay Muir (14 نوفمبر 2018)، "Learning in 'Baby Jail': Lessons from Law Student Engagement in Family Detention Centers"، Clinical Law Review، SSRN:3120367
98. ↑  "Donald Trump was 'livid' Kirstjen Nielsen was in London while the southern border is 'out of control': Report". نيوزويك. 10 أبريل 2019. مؤرشف من الأصل في 2023-11-20. اطلع عليه بتاريخ 2024-10-29.
99. ↑  Jordan، Miriam (17 يناير 2019). "Family Separation May Have Hit Thousands More Migrant Children Than Reported". نيويورك تايمز. مؤرشف من الأصل في 2024-07-18. اطلع عليه بتاريخ 2024-10-29.
100. ↑  "While migrant families seek shelter from violence, Trump administration narrows path to asylum". Texas Tribune. 10 يوليو 2018. مؤرشف من الأصل في 2024-07-12. اطلع عليه بتاريخ 2024-10-29.
101. ↑  Davis، Julie Hirschfeld؛ Shear، Michael D. (16 يونيو 2018). "How Trump Came to Enforce a Practice of Separating Migrant Families". نيويورك تايمز. مؤرشف من الأصل في 2018-06-18. اطلع عليه بتاريخ 2024-10-29.
102. ↑  Kriel، Lomi؛ Begley، Dug (22 يونيو 2019). "Trump administration still separating hundreds of migrant children at the border through often questionable claims of danger". هيوستن كرونيكل. مؤرشف من الأصل في 2019-06-23. اطلع عليه بتاريخ 2024-10-29.
103. ↑  Assistant Secretary for Public Affairs (ASPA) (6 يوليو 2018). "Frequently Asked Questions Regarding Unaccompanied Alien Children". وزارة الصحة والخدمات الإنسانية (الولايات المتحدة). مؤرشف من الأصل في 2019-06-21. اطلع عليه بتاريخ 2019-06-21.
104. ↑  Merchant، Nomaan (19 ديسمبر 2018). "Texas detentions of migrant children have increased six-fold". أسوشيتد برس. مؤرشف من الأصل في 2023-11-20. اطلع عليه بتاريخ 2024-12-27.
105. ↑  "Fact Sheet: Unaccompanied Alien Child Shelter at Homestead Job Corps Site, Homestead, Florida" (pdf). وزارة الصحة والخدمات الإنسانية (الولايات المتحدة). مؤرشف (PDF) من الأصل في 2024-06-08. اطلع عليه بتاريخ 2024-10-29.
106. ↑  Holmes، Jack (13 يونيو 2019). "An Expert on Concentration Camps Says That's Exactly What the U.S. Is Running at the Border". Esquire. مؤرشف من الأصل في 2021-12-25. اطلع عليه بتاريخ 2024-10-29.
107. ↑  Kates, Graham (20 Jun 2018). "Immigration law, new policy and children and families separated at the border – the facts". سي بي إس نيوز (بالإنجليزية). Archived from the original on 2024-12-14. Retrieved 2024-10-31.
108. ↑  "Why are migrant children dying in U.S. custody?". إن بي سي نيوز. 29 مايو 2019. مؤرشف من الأصل في 2024-11-18. اطلع عليه بتاريخ 2024-10-29.
109. ↑  Pitzer، Andrea (21 يونيو 2019). "'Some Suburb of Hell': America's New Concentration Camp System". نيويورك ريفيو أوف بوكس. مؤرشف من الأصل في 2022-09-27. اطلع عليه بتاريخ 2024-10-29.
110. ↑  Hollinger، Andrew (24 يونيو 2019). "Statement Regarding the Museum's Position on Holocaust Analogies". متحف ذكرى الهولوكوست بالولايات المتحدة. مؤرشف من الأصل في 2019-06-24. اطلع عليه بتاريخ 2019-07-02.
111. ↑  Dolsten، Josefin (24 يونيو 2019). "How Jews have reacted to Alexandria Ocasio-Cortez's concentration camp comments". Jewish Telegraphic Agency. مؤرشف من الأصل في 2024-11-13. اطلع عليه بتاريخ 2024-10-29.
112. ↑  Bartov، Omer؛ Bergen، Doris؛ Orzoff، Andrea؛ Snyder، Timothy؛ Walke، Anika (1 يوليو 2019). "An Open Letter to the Director of the US Holocaust Memorial Museum". نيويورك ريفيو أوف بوكس. مؤرشف من الأصل في 2022-05-14. اطلع عليه بتاريخ 2022-04-04.
113. ↑  Robinson، Nathan J. (13 نوفمبر 2023). "Take Trump Seriously When He Vows To Build The Camps". Current Affairs. مؤرشف من الأصل في 2024-11-13. اطلع عليه بتاريخ 2024-10-31.
114. ↑  Hajdenberg، Jackie (17 أكتوبر 2024). "Former KKK leader David Duke endorses Jill Stein in US presidential race". تايمز إسرائيل. مؤرشف من الأصل في 2024-11-10. اطلع عليه بتاريخ 2024-11-10.
115. 1 2  "Donald Trump: 'I Don't Know Anything About David Duke'". إن بي سي نيوز (بالإنجليزية). 29 Feb 2016. Archived from the original on 2024-09-19. Retrieved 2024-11-06.
116. ↑  Helmore, Edward; Beckett, Lois (13 Aug 2017). "How Charlottesville became the symbolic prize of the far right". الغارديان (بالإنجليزية). ISSN:0261-3077. Retrieved 2024-11-10.
117. ↑  Schreckinger، Ben (2 نوفمبر 2016). "White nationalists plot Election Day show of force". بوليتيكو. مؤرشف من الأصل في 2024-09-21. اطلع عليه بتاريخ 2024-09-21.
118. ↑  Osnos, Evan (29 Feb 2016). "Donald Trump and the Ku Klux Klan: A History". ذا نيو يوركر (بالإنجليزية). ISSN:0028-792X. Archived from the original on 2024-09-21. Retrieved 2024-09-21.
119. ↑  Rosenfeld 2019، صفحات 563–4.
120. ↑  Naughtie, Andrew (9 Jul 2020). "Former KKK leader endorses Trump for president again". ذي إندبندنت (بالإنجليزية). Archived from the original on 2021-02-18. Retrieved 2024-11-06.
121. ↑  "DNC afraid of Jill Stein, guns for her in ad linking her to David Duke". The Hill (بالإنجليزية). 25 Oct 2024. Archived from the original on 2024-11-13. Retrieved 2024-10-29.
122. ↑  Steck, Em; Kaczynski, Andrew (19 Sep 2024). "Mark Robinson, NC GOP nominee for governor, called himself a 'black NAZI!,' supported slavery in past comments made on porn forum" (بالإنجليزية). سي إن إن. Archived from the original on 2024-09-19. Retrieved 2024-10-28.
123. ↑  Rosenfeld, Jean E. (4 May 2017). "Fascism as Action through Time (Or How It Can Happen Here)". Terrorism and Political Violence (بالإنجليزية). 29 (3): 394–410 [403–404]. DOI:10.1080/09546553.2017.1304757. ISSN:0954-6553. Archived from the original on 2025-01-09. Retrieved 2024-12-27. Trump's Inaugural Address was scripted by two aides from the self-identified Alternative Right, Stephen Miller and Steve Bannon.
124. 1 2  Mirrlees, Tanner (2022). "Trump and the Alt Right: The Mainstreaming of White Nationalism". In Perry, Barbara; Gruenewald, Jeff; Scrivens, Ryan (eds.). Right-Wing Extremism in Canada and the United States. Palgrave Hate Studies (بالإنجليزية). Cham: Springer International Publishing. pp. 67–96. DOI:10.1007/978-3-030-99804-2_4. ISBN:978-3-030-99803-5. Retrieved 2024-12-27.
125. ↑  Owen, Tess. "Far-Right Donald Trump Supporters Celebrate His Victory with Violent Memes and Calls for Executions". Wired (بالإنجليزية). ISSN:1059-1028. Archived from the original on 2024-12-18. Retrieved 2024-11-07.
126. ↑  Tondo, Lorenzo (5 Nov 2024). "Trump staffer fired from Republican party for being a white supremacist". الغارديان (بالإنجليزية). ISSN:0261-3077. Archived from the original on 2024-11-05. Retrieved 2024-11-08.
127. ↑  Brenner, Marie. "After the Gold Rush". Vanity Fair (بالإنجليزية). Archived from the original on 2024-01-26. Retrieved 2024-10-28.
128. ↑  Karl, Jonathan (21 Dec 2023). "Donald Trump's history with Adolf Hitler and his Nazi writings: ANALYSIS". ABC News (بالإنجليزية). Archived from the original on 2024-12-04. Retrieved 2024-11-08.
129. 1 2  Schmidt 2024.
130. 1 2  Goldberg, Jeffrey (22 Oct 2024). "Trump: 'I Need the Kind of Generals That Hitler Had'". ذا أتلانتيك (بالإنجليزية). Archived from the original on 2024-11-04. Retrieved 2024-10-24.
131. ↑  Richards, Zoë (23 Oct 2024). "Former White House chief of staff John Kelly says Trump praised Hitler while in office". إن بي سي نيوز (بالإنجليزية). Archived from the original on 2024-11-28. Retrieved 2024-10-24.
132. ↑  Merica, Dan (23 Oct 2024). "Trump said Hitler 'did some good things' and wanted generals like the Nazis, former chief of staff Kelly claims". PBS News (بالإنجليزية). أسوشيتد برس. Archived from the original on 2024-10-31. Retrieved 2024-10-24.
133. ↑  "Harris decries Trump after John Kelly says he wanted generals like Hitler's". أسوشيتد برس (بالإنجليزية). 23 Oct 2024. Archived from the original on 2024-11-08. Retrieved 2024-10-24.
134. ↑  Schneider، Elena (28 فبراير 2016). "Trump explains tweeting Mussolini quote". بوليتيكو. مؤرشف من الأصل في 2024-10-07. اطلع عليه بتاريخ 2024-11-08.
135. ↑  Wright 2018
136. ↑  Kharakh, Ben; Primack, Dan (22 Mar 2016). "A Look at Donald Trump's Social Media Ties to White Supremacy". TIME (بالإنجليزية). Archived from the original on 2024-05-24. Retrieved 2024-11-08.
137. ↑  Diamond, Jeremy (4 Jul 2016). "Donald Trump's 'Star of David' tweet controversy, explained" (بالإنجليزية). سي إن إن. Archived from the original on 2024-11-08. Retrieved 2024-11-08.
138. ↑  "Trump's Bedminster club reportedly hosted an alleged Nazi sympathizer". MSNBC.com (بالإنجليزية). 13 Sep 2024. Archived from the original on 2024-09-27. Retrieved 2024-11-08.
139. 1 2  "The inside story of Trump's explosive dinner with Ye and Nick Fuentes". إن بي سي نيوز (بالإنجليزية). 29 Nov 2022. Archived from the original on 2022-12-06. Retrieved 2024-11-08.
140. 1 2  "Trump will soon leave office. But the ingredients of homegrown fascism remain". الغارديان (بالإنجليزية). 8 Jan 2021. ISSN:0261-3077. Retrieved 2024-11-12.
141. 1 2  Rosenfeld 2019، صفحة 565.
142. ↑  Ryback, Timothy (26 Apr 2024). "How Hitler Used Democracy to Take Power". TIME (بالإنجليزية). Archived from the original on 2024-11-11. Retrieved 2024-11-12.
143. ↑  History, Christine Adams / Made by (5 Nov 2024). "Why People Should Stop Comparing the U.S. to Weimar Germany". TIME (بالإنجليزية). Archived from the original on 2024-11-12. Retrieved 2024-11-12.
144. ↑  Dyzenhaus, David (25 Jan 2024). "What can we learn from the history of pre-war Germany to the atmosphere today in the U.S.?". The Conversation (بالإنجليزية). Archived from the original on 2024-11-13. Retrieved 2024-11-12.
145. 1 2  Browning, Christopher R. (8 Oct 2022). "How Hitler's Enablers Undid Democracy in Germany". ذا أتلانتيك (بالإنجليزية). Archived from the original on 2024-11-18. Retrieved 2024-11-12.
146. ↑  Zoellner، Tom (11 أكتوبر 2024). "Is Trump "America's Hitler"?". Los Angeles Review of Books. مؤرشف من الأصل في 2024-10-21. اطلع عليه بتاريخ 2024-11-12.
147. ↑  Ryback, Timothy W. (8 Apr 2024). "Opinion: Trump turns his trials into a soapbox. Does he know he's channeling Hitler?". لوس أنجلوس تايمز (بالإنجليزية). Archived from the original on 2024-11-13. Retrieved 2024-11-12.
148. ↑  Salmon, Christian (29 Dec 2016). "Blog: Trump, fascism, and the construction of "the people": An interview with Judith Butler". Verso Books (بالإنجليزية). Archived from the original on 2024-09-21. Retrieved 2024-09-21.
149. ↑  Polychroniou, C. J. (26 Nov 2020). "Noam Chomsky: Trump Has Revealed the Extreme Fragility of American Democracy". Global Policy Journal (بالإنجليزية). Archived from the original on 2021-05-18. Retrieved 2024-09-21.
150. ↑  Illing, Sean (9 Mar 2017). ""Post-truth is pre-fascism": a Holocaust historian on the Trump era". Vox (بالإنجليزية). Archived from the original on 2024-11-10. Retrieved 2024-10-30.
151. ↑  Connolly، William E. (يناير 2017). "Trump, the Working Class, and Fascist Rhetoric". Theory and Event. ج. 20 ع. 1: 23–37. مؤرشف من الأصل في 2024-12-04. اطلع عليه بتاريخ 2024-12-27. (...) My agenda today is to drill down into how the Trumpian politics of persuasion is joined to shock politics. First, to think more closely about the rhetorical power of the Trump phenomenon, second, to explore counter-rhetorical skills needed today and, third, to ask how to fold a larger section of the white working class once again into pluralizing, egalitarian movements that have largely forsaken them. Radicals, liberals and democrats have recently ceded large sections of that class to Trump. I treat it as axiomatic that counter movements of today must oppose exploitative race and class hierarchies with demands for sharp reductions in inequality, must counter the aggressive white territorial nationalism of Trump with the politics of pluralism and pluralization, and must counter the aggressive leadership principle that has been pursued (in different ways) by Trump, Putin, Hitler and Lenin with multi-tiered horizontal communications, charismatic democratic leadership, care for the earth, and concerted efforts to address class, race and gender hierarchies. (...) Perhaps we can gain preliminary bearings by listening to things Hitler said about the potent mixture he pursued of leadership, propaganda, and violence in "Mein Kampf", a two-part book published in 1926 and 1927 when the Nazi movement was consolidating itself. I consult this text not because Trump is on a course that must end in death camps, or because the scapegoats he identifies are the same as those marked by Hitler, or because the institutional restraints against Trumpism are definitely as weak as those were against Hitlerism, or because Hitler launched a world war and Trump will necessarily lead us to a nuclear winter. The latter is indeed possible. But real differences between the two circumstances and drives must be kept in mind as we explore affinities in style and organization between them. (...)
152. ↑  Multiple sources:  - Fattal 2018: "(...) Albright (...) acknowledged that fascism is hard to define. She pointed to a few signifiers: identification with a tribe or group and discrimination against those who aren't members; a lack of attention to democratic institutions; the use of propaganda and rallies where political opponents are vilified; and the encouragement of violence. (...) Goldberg pointed out that Albright indirectly references President Trump several times in her book; she mentions, for example, that one of Benito Mussolini's mottos was "drain the swamp."
Goldberg asked Albright directly: Is Donald Trump a fascist? "He is not a fascist," she responded. "I do think he is the least democratic president of modern history." Trump, it seems, contributes to the petri dish: "His instincts are not democratic," Albright argued, pointing to his attacks on the press, "how he treats the judiciary," and his tendency to create "us-versus-them" divisions in his rhetoric. These are "tendencies that make me very nervous," she said. (...) Some readers of Albright's book had hoped she'd take a harder line in identifying the difference between a fascist and an almost-fascist. Asked by Goldberg what her "red line" is—at what point she'd turn to unequivocally calling someone a fascist—Albright gave a few metrics. She said that it depended on how much violence is involved, on the leader's attempts to undermine democratic institutions, and on a sense the leader has that he or she is above the law. (That last one is a threat she suggested Americans should worry about, if Trump were to fire Deputy Attorney General Rod Rosenstein or Special Counsel Robert Mueller.) (...)"
  - Wright 2018: "(...) The future of American politics is the subtext of Albright's book. "The elephant rampaging through these pages is, of course, Donald Trump," she writes. He won the Presidency "because he convinced enough voters in the right states that he was a teller of blunt truths, a masterful negotiator, and an effective champion of American interests. That he is none of those things should disturb our sleep, but there is a larger cause for unease. Trump is the first antidemocratic president in modern U.S. history."
There are other worrying signs. The Economist's index—which factors in due process, individual freedoms, and space for civil society—reduced the United States' ranking from a full democracy to a "flawed democracy." In the early nineteen-sixties, more than seventy per cent of Americans told Pew researchers that they had faith in government "most of the time" or "just about always." In 2016, faith had sunk below twenty per cent. American politics is increasingly defined by contempt rather than a sense of common good.
"We are becoming disconnected from the ideals that have long inspired and united us," Albright warns. "It doesn't take much imagination to conceive of circumstances—another major recession, a corruption scandal, racial unrest, more terror incidents, assassination, a series of natural disasters, or a sudden plunge into an unexpected war—that might trigger a demand for answers that our Constitution, democracy's manual, is too slow to provide.""
  - Wagner 2018: "(...) Albright, who served during the administration of President Bill Clinton, appeared on the BBC's "Andrew Marr Show," where she was asked about her book "Fascism: A Warning" and whether she considers Trump to be a fascist.
"I do not think he is a fascist," Albright said. "I do think he is the most undemocratic president in modern American history, and that troubles me." (...) "Fascism is hard to define, by the way," she told Marr, "but a fascist leader is somebody who identifies himself with one group, tribal of some kind, in order to really isolate and insulate the people that are disagreed with. Ultimately a fascist leader is somebody who uses violence to achieve what he wants."
"So I do not think that Trump is a fascist leader," Albright continued, "but I think his attitude towards freedom of speech and the role of the media and his disregard for institutions worries me.""
  - Rawnsley 2018: "(...) She agrees that we ought to be careful not to casually throw around the F-word lest we drain the potency from what should be a powerful term. "I'm not calling Trump a fascist," she says. Yet she seems to be doing all but that when she puts him in the same company as historical fascists in a book that seeks to sound "an alarm bell" about a fascist revival.
She frequently nudges the reader to make connections between the president of the United States and past dictatorships. She reminds us who first coined the Trumpian phrase "drain the swamp". It was "drenare la palude" in the original, Mussolini Italian. She quotes Hitler talking about the secret of his success: "I will tell you what has carried me to the position I have reached. Our political problems appeared complicated. The German people could make nothing of them... I...reduced them to the simplest terms. The masses realised this and followed me." Sound familiar?
I suggest to her that the book struggles to offer a satisfactory definition of fascism. "Defining fascism is difficult," she responds. "First of all, I don't think fascism is an ideology. I think it is a method, it's a system."
It is in his methods that Trump can be compared with, if not precisely likened to, the dictators of the 1930s. Fascists are typically masters of political theatre. They feed on and inflame grievances by setting "the people" against their "enemies". Fascists tell their supporters that there are simple fixes for complex problems. They present as national saviours and conflate themselves with the state. They seek to subvert, discredit and eliminate liberal institutions. She reminds us that they have often ascended to power through the ballot box and then undermined democracy from within. She is especially fond of a Mussolini quote about "plucking a chicken feather by feather" so that people will not notice the loss of their freedoms until it is too late.
In her book, Trump is one nasty plucker. She labels him "the first anti-democratic president in modern US history". (...)"
  - Tennis 2018: "(...) "When I've gone around to talk to people they really do see that there is an elite group in the United States, that there are people that don't have jobs. And this is the part that really does worry me, if you have a leader who then blames it on somebody else, because part of the whole fascist aspect is you always have to find a scapegoat."
In the United States, she added, President Trump portrays America as a victim, while scapegoating foreigners and immigrants. However, Albright would not call Donald Trump a fascist. Instead, she described him as the most un-democratic leader that the United States has ever seen. (...) [Includes link to video "Fascism: A conversation with Madeleine Albright and Strobe Talbott, Friday Sep 07, 2018"]"
153. ↑  Giroux، Henry A. (29 ديسمبر 2018). "Trump and the legacy of a menacing past". Cultural Studies. ج. 33 ع. 4: 711–739. DOI:10.1080/09502386.2018.1557725. مؤرشف من الأصل في 2024-11-13. اطلع عليه بتاريخ 2024-10-30. ABSTRACT: The inability to learn from the past takes on a new meaning as a growing number of authoritarian regimes emerge across the globe. This essay argues that central to understanding the rise of a fascist politics in the United States is the necessity to address the power of language and the intersection of the social media and the public spectacle as central elements in the rise of a formative culture that produces the ideologies and agents necessary for an American-style fascism. In this project, education is central to politics, which demands understanding and critically interrogating, in particular, the role of the conservative media in suppressing history, normalizing a discourse of racial hatred, and advancing the most poisonous elements of neoliberalism. The essay calls for a comprehensive notion of politics and education that draws from history, imagines a present that does not imitate the future, and employs a language of critique and hope in the service of building a new broad-based political formation. If fascism begins with language so does the possibility of a radical social imaginary in which to envision a democratic socialist order that both challenges the menacing momentum of a fascist politics and the savagery of neoliberal capitalism.
154. ↑  McGaughey، Ewan (31 ديسمبر 2018). "Fascism-lite in America (or The Social Ideal of Donald Trump)". British Journal of American Legal Studies. ج. 7 ع. 2: 291–315. DOI:10.2478/bjals-2018-0012. ISSN:2049-4092. مؤرشف من الأصل في 2024-12-02. اطلع عليه بتاريخ 2024-12-27.
155. ↑  Rosenfeld 2019، صفحة 562.
156. ↑  van der Linden، Harry؛ Philosophy Documentation Center (2017). "Trump, Populism, Fascism, and the Road Ahead". Radical Philosophy Review. ج. 20 ع. 2: 355–365. DOI:10.5840/radphilrev201720278. ISSN:1388-4441. اطلع عليه بتاريخ 2024-12-27.
157. 1 2  Kaczynski, Andrew; Steck, Em (15 Jul 2024). "JD Vance, Trump's VP pick, once called him a 'moral disaster', and possibly 'America's Hitler'" (بالإنجليزية). سي إن إن. Archived from the original on 2024-10-08. Retrieved 2024-10-24.
158. ↑  Rosenfeld 2019، صفحة 557.
159. ↑  Bellware, Kim (6 Mar 2016). "Even Glenn Beck Is Comparing Donald Trump To Hitler". هافينغتون بوست (بالإنجليزية). Archived from the original on 2024-11-13. Retrieved 2024-11-08.
160. ↑  Pengelly, Martin (16 Jul 2024). "JD Vance once worried Trump was 'America's Hitler'. Now his own authoritarian leanings come into view". الغارديان (بالإنجليزية). ISSN:0261-3077. Archived from the original on 2024-08-08. Retrieved 2024-10-24.
161. ↑  Kaczynski, Andrew (21 Nov 2024). "RFK Jr. compared Trump to Hitler and praised descriptions of his supporters as 'Nazis'" (بالإنجليزية). سي إن إن. Archived from the original on 2024-11-22. Retrieved 2024-11-24.
162. ↑  "RFK Jr. once compared 'bully' Trump to Hitler and called him a 'threat to democracy'". ذي إندبندنت (بالإنجليزية). 21 Nov 2024. Archived from the original on 2024-11-22. Retrieved 2024-11-24.
163. ↑  Gibson، Brittany (21 نوفمبر 2021). "RFK Jr. previously compared Trump to Hitler". بوليتيكو. مؤرشف من الأصل في 2024-11-25. اطلع عليه بتاريخ 2024-11-24.
164. ↑  Rosenfeld 2019، صفحة 558.
165. ↑  Benjamin, Rich (27 Sep 2020). "Democrats Need to Wake Up: The Trump Movement Is Shot Through With Fascism". ذا إنترسبت (بالإنجليزية). Archived from the original on 2021-01-31. Retrieved 2024-09-21.
166. ↑  De Genova، Nicholas (2020). ""Everything is Permitted": Trump, White Supremacy, Fascism". American Anthropologist. ج. 122 ع. 1. مؤرشف من الأصل في 2024-11-13. اطلع عليه بتاريخ 2024-10-30. (...) Whereas fascism has historically tended to be ushered into state power only following the gestation of a fascist social movement organized on the basis of paramilitary violence, the ethos of civil war that has come to more or less universally animate Republican politics in the United States has delivered a populist opportunist into power, and now, only in the aftermath of that cataclysmic systemic backfire, in the aura and orbit of that nonstop demagogical spectacle, a white supremacist fascist movement—albeit in convulsive fits and starts—is gathering its forces. (...)
167. ↑  Paxton, Robert O. (11 Jan 2021). "I've Hesitated to Call Donald Trump a Fascist. Until Now". نيوزويك (بالإنجليزية). Archived from the original on 2021-02-04. Retrieved 2024-11-19.
168. ↑  Jackson 2021، صفحة 13.
169. ↑  Jackson 2021، صفحة 10.
170. ↑  Rosenfeld & Ward 2023، صفحة 400.
171. ↑  Rosenfeld & Ward 2023، صفحة 398.
172. ↑  Heer, Jeet (28 Oct 2024). "Donald Trump's Billionaire Boys Club". ذا نيشن (مجلة) (بالإنجليزية). ISSN:0027-8378. Archived from the original on 2024-10-28. Retrieved 2024-11-08.
173. ↑  Pengelly, Martin (8 Feb 2022). "Bannon compared Trump escalator ride to Leni Riefenstahl Nazi film, book says". الغارديان (بالإنجليزية). ISSN:0261-3077. Archived from the original on 2022-02-08. Retrieved 2024-11-08.
174. ↑  Green, Lloyd (11 Dec 2022). "'That's Hitler, Bannon thought': 2022 in books about Trump and US politics". الغارديان (بالإنجليزية). ISSN:0261-3077. Archived from the original on 2022-12-11. Retrieved 2024-11-08.
175. ↑  Noah، Timothy. "Steve Bannon Said Trump Reminded Him of Hitler. He Meant It as a Compliment". ذا نيو ريببلك. ISSN:0028-6583. مؤرشف من الأصل في 2024-11-17. اطلع عليه بتاريخ 2024-11-08.
176. ↑  Smith, David (3 Jun 2024). "The reich stuff – what does Trump really have in common with Hitler?". الغارديان (بالإنجليزية). ISSN:0261-3077. Archived from the original on 2024-06-03. Retrieved 2024-11-08.
177. ↑  McHugh، Calder (ديسمبر 2023). "'Trump Knows What He's Doing': The Creator of Godwin's Law Says the Hitler Comparison Is Apt". Politico. مؤرشف من الأصل في 2024-11-16. اطلع عليه بتاريخ 2024-11-19.
178. ↑  Chandrasekar, Aisvarya; Mehta, Dhrumil (10 Jun 2024). "The F-Word". Columbia Journalism Review (بالإنجليزية). Archived from the original on 2024-10-03. Retrieved 2024-10-30.
179. 1 2  Former top aides call Trump a fascist; Vance calls them 'disgruntled former employees'. صوت أمريكا. 27 أكتوبر 2024. مؤرشف من الأصل في 2024-12-13. اطلع عليه بتاريخ 2024-10-28 – عبر YouTube.
180. ↑  Bustillo، Ximena (23 أكتوبر 2024). "Trump's former chief of staff called him a 'fascist.' Harris is campaigning on that". الإذاعة الوطنية العامة. مؤرشف من الأصل في 2024-11-10. اطلع عليه بتاريخ 2024-10-24.
181. 1 2  Baker، Peter (27 أكتوبر 2024). "Amid Talk of Fascism, Trump's Threats and Language Evoke a Grim Past". نيويورك تايمز. مؤرشف من الأصل في 2024-11-07. اطلع عليه بتاريخ 2024-10-29.
182. ↑  Waldenberg, Samantha; Williams, Michael (23 Oct 2024). "Biden believes Trump is a fascist, White House says" (بالإنجليزية). سي إن إن. Archived from the original on 2024-12-01. Retrieved 2024-10-24.
183. ↑  Weissert, Will; Kellman, Laurie (24 Oct 2024). "What is fascism? And why does Harris say Trump is a fascist?". أسوشيتد برس (بالإنجليزية). Archived from the original on 2024-10-29. Retrieved 2024-10-25.
184. ↑  McDuffie, Will; Abdul-Hakim, Gabriella; Farrow, Fritz; Murphy, T. Michelle (23 Oct 2024). "Harris slams Trump as 'fascist,' says John Kelly is 'putting out a 911 call' to Americans". ABC News (بالإنجليزية). Archived from the original on 2024-11-05. Retrieved 2024-10-26.
185. ↑  "13 former Trump administration officials sign open letter backing up John Kelly's criticism of Trump". إن بي سي نيوز (بالإنجليزية). 25 Oct 2024. Archived from the original on 2024-10-29. Retrieved 2024-10-29.
186. ↑  Reich، Greta (23 أكتوبر 2024). "Mark Esper: Trump 'has those inclinations' toward fascism". بوليتيكو. مؤرشف من الأصل في 2024-12-20. اطلع عليه بتاريخ 2024-12-27.
187. ↑  Cramer، Ruby (12 أكتوبر 2024). "Trump is 'fascist to the core,' Milley says in Woodward book". واشنطن بوست. مؤرشف من الأصل في 2024-11-20. اطلع عليه بتاريخ 2024-12-27.
188. ↑  Cruz, Abby. "Cornel West claims there are 'crypto fascist elements' of Democratic Party and GOP is Trump-'hijacked' as he courts donors". ABC News (بالإنجليزية). Archived from the original on 2024-09-21. Retrieved 2024-09-21.
189. ↑  Reich، Robert (17 يونيو 2023). "Trump and the Republican party exemplify these five elements of fascism". الغارديان. اطلع عليه بتاريخ 2024-11-03. (...) How do we describe what Trump wants for America?
"Authoritarianism" isn't adequate. It is fascism. Fascism stands for a coherent set of ideas different from – and more dangerous than – authoritarianism.
To fight those ideas, it's necessary to be aware of what they are and how they fit together.
Borrowing from the cultural theorist أومبرتو إكو, the historians إميليو غينتايل and إيان كيرشو, the political scientist روجر غريفين, and the former US secretary of state مادلين أولبرايت, I offer five elements that distinguish fascism from authoritarianism. (...)
190. ↑  Robert Reich, Donald Trump (8 أغسطس 2023). Is Donald Trump a Fascist? (Internet video). روبرت رايخ. مؤرشف من الأصل في 2024-11-17. اطلع عليه بتاريخ 2024-11-03 – عبر يوتيوب.
191. ↑  Robert Reich, Donald Trump (19 مارس 2024). How Trump is Following Hitler's Playbook (Internet video). روبرت رايخ. مؤرشف من الأصل في 2024-11-13. اطلع عليه بتاريخ 2024-11-03 – عبر يوتيوب.
192. ↑  "Is Kamala Harris right to call Donald Trump a fascist?". ذي إيكونوميست. 24 أكتوبر 2024. ISSN:0013-0613. مؤرشف من الأصل في 2024-12-18. اطلع عليه بتاريخ 2024-10-30.
193. ↑  French, Howard W. (30 Oct 2024). "So, Is Trump Really a Fascist?". فورين بوليسي (بالإنجليزية). Archived from the original on 2024-11-17. Retrieved 2024-10-30.
194. ↑  Harris، Jerry؛ Davidson، Carl؛ Fletcher، Bill؛ Harris، Paul (14 ديسمبر 2017). "Trump and American Fascism". International Critical Thought. ج. 7 ع. 4: 476–492. DOI:10.1080/21598282.2017.1357491. مؤرشف من الأصل في 2024-03-30. اطلع عليه بتاريخ 2024-10-30. ABSTRACT: The election of Donald Trump reflects the rise of a Right-wing nationalist movement. Central to Trump's appeal has been his advocacy of anti-immigrant, racist, and misogynist ideas. At its core, his ruling power bloc consists of neo-liberal fundamentalists, the religious Right, and white nationalists. There are similarities between the new power bloc and fascism, and there are many who see Trump's administration as such. Nevertheless, the new president's authoritarian power bloc is neither hegemonic nor fascist, but such a definition can send oppositional strategy in the wrong direction.
195. ↑  Jackson 2021، صفحة 6.
196. ↑  Müller, Jan-Werner (29 Oct 2024). "No, Trump is not a fascist. But that doesn't make him any less dangerous". الغارديان (بالإنجليزية). ISSN:0261-3077. Retrieved 2024-10-29.
197. ↑  Boucher, Geoff M. (28 Oct 2024). "Is Donald Trump a fascist? No – he's a new brand of authoritarian". The Conversation (بالإنجليزية). Archived from the original on 2024-11-09. Retrieved 2024-10-29.
198. ↑  McGeoghegan، Mark (1 نوفمبر 2024). "Trump's no fascist, but he is just as dangerous to democracy". The Herald. مؤرشف من الأصل في 2024-11-13. اطلع عليه بتاريخ 2024-11-03. (...) The MAGA Republicans are what David Renton, historian of the British fascist and anti-fascist movements of the 1930s and 1940s, calls the New Authoritarians. Their politics start out looking like radical, but democratic right-wing populism. It is not until push comes to shove that they are revealed as anti-democratic extremists, as President Trump was when he encouraged the January 6 insurrection. (...) The New Authoritarians, however, hollow out democratic institutions from within. They pack the judiciary with loyalists, purge and disempower the legislature, undermine the integrity of elections, and transform the professional civil service into a personal, political vehicle. (...)
199. ↑  Zeitz، Joshua؛ Steinmetz-Jenkins، Daniel (29 أكتوبر 2024). "Trump and Fascism: A Pair of Historians Tackle the Big Question. The debate is more complicated than you think". بوليتيكو. مؤرشف من الأصل في 2024-11-10. اطلع عليه بتاريخ 2024-11-04. (...) This is where it's hard to parse, because the last thing the Democratic Party wants to do is to tell swing voters that they're potentially fascist. What they're trying to say is that the candidate is fascist, therefore don't vote for him. This is why it's risky, because it seems to be suggesting that maybe the people themselves who are voting for him are fascist, or if they are even thinking about voting for him, they are knowingly and willingly voting for a monster. And that can be alienating, I think, to voters. (...) I teach at a liberal arts school, everyone I know is terrified about what's happening. They do not want Donald Trump to be president of the United States. It's just how we go about managing to defeat him and the way that we do it, I think that is the issue. And as a historian who's trained in these areas, there's also a professional obligation. So I just want to make that point, that by not framing him this way, it does not at all mean that he is not a threat. (...)
200. ↑  Sullum, Jacob (30 Oct 2024). "Trump is not thoughtful enough to be a fascist". Reason.com (بالإنجليزية). Archived from the original on 2024-11-13. Retrieved 2024-10-30.
201. ↑  Jackson 2021، صفحة 15.
202. ↑  Evans، Richard J. (13 يناير 2021). "Why Trump isn't a fascist". نيوستيتسمان. مؤرشف من الأصل في 2024-12-25. اطلع عليه بتاريخ 2024-01-03.
203. ↑  Evans، Richard J. (19 يوليو 2018). "Fascism and The Road to Unfreedom review – the warning from the 1930s". الغارديان. مؤرشف من الأصل في 2025-01-15. اطلع عليه بتاريخ 2024-12-27.
204. ↑  Matthews، Dylan (23 أكتوبر 2020). "Is Trump a fascist? 8 experts weigh in". Vox. مؤرشف من الأصل في 2022-01-04. اطلع عليه بتاريخ 2024-11-07.
205. ↑  Samuels, Brett (16 Sep 2024). "Anti-Trump rhetoric comes under scrutiny after golf course threat". The Hill (بالإنجليزية). Archived from the original on 2024-09-20. Retrieved 2024-09-21.
206. 1 2  Shabad 2024.
207. ↑  Hutzler، Alexandra (18 سبتمبر 2024). "Trump blames Democrats for heated environment despite his own inflammatory rhetoric". ABC News. مؤرشف من الأصل في 2024-10-09. اطلع عليه بتاريخ 2024-10-26.
208. ↑  Brooks 2024.